# ミシシッピ州

ミシシッピ州
State of Mississippi

州の愛称: マグノリアの州
Magnolia State

ミシシッピ州（ミシシッピしゅう、英: State of Mississippi [ˌmɪsᵻˈsɪpi] ( 音声ファイル)）は、アメリカ合衆国南部に位置する州。州都および最大都市はジャクソン市。人口は2020年の国勢調査によると2,961,279人。アメリカ合衆国50州の中で陸地面積では第32位、人口では第34位である。
州名は、インディアン部族オジブワ族の部族語で「大きな川」を意味するミシシッピ川から取られている。
南北戦争では南部連合側に属した。そのため、南軍旗を織り込んだ州旗が長らく使われてきたが、2020年6月に現行の州旗を廃止して新しい州旗を策定する州法が成立した。
| 家庭で話される言語（ミシシッピ州） 2010 | 家庭で話される言語（ミシシッピ州） 2010 | 家庭で話される言語（ミシシッピ州） 2010 | 家庭で話される言語（ミシシッピ州） 2010 | 家庭で話される言語（ミシシッピ州） 2010 |
| --------------------------------------- | --------------------------------------- | --------------------------------------- | --------------------------------------- | --------------------------------------- |
|                                         |                                         |                                         |                                         |                                         |
| 英語                                    | 英語                                    |                                         | 96.18%                                  | 96.18%                                  |
| スペイン語                              | スペイン語                              |                                         | 2.29%                                   | 2.29%                                   |

| 人種構成（ミシシッピ州） 2010 | 人種構成（ミシシッピ州） 2010 | 人種構成（ミシシッピ州） 2010 | 人種構成（ミシシッピ州） 2010 | 人種構成（ミシシッピ州） 2010 |
| ----------------------------- | ----------------------------- | ----------------------------- | ----------------------------- | ----------------------------- |
|                               |                               |                               |                               |                               |
| 白人                          | 白人                          |                               | 58.0%                         | 58.0%                         |
| 黒人                          | 黒人                          |                               | 37.0%                         | 37.0%                         |
| ヒスパニック                  | ヒスパニック                  |                               | 2.7%                          | 2.7%                          |
| アジア系                      | アジア系                      |                               | 0.9%                          | 0.9%                          |
| インディアン                  | インディアン                  |                               | 0.5%                          | 0.5%                          |
| 混血                          | 混血                          |                               | 1.1%                          | 1.1%                          |

## 歴史
主要記事：ミシシッピ州の歴史
紀元前1万年ごろ、パレオ・インディアンが今日アメリカ合衆国南部と呼ばれる地域に入ってきた。彼等は狩猟採集民であり、更新世末には絶滅した大型動物を狩っていた。その後の数千年間で、ウッドランド文化やミシシッピ文化が生まれ、豊かで複雑な農耕社会を発展させ、余剰物が交易に発展した。どちらの文化でもマウンドを構築した。ミシシッピ文化のマウンドは大きくて複雑であり、人々の交易圏は大陸の北から南まで広がっていた。マウンドは政治と宗教の概念を表しており、現在でもミシシッピ川やオハイオ川流域に残っている。

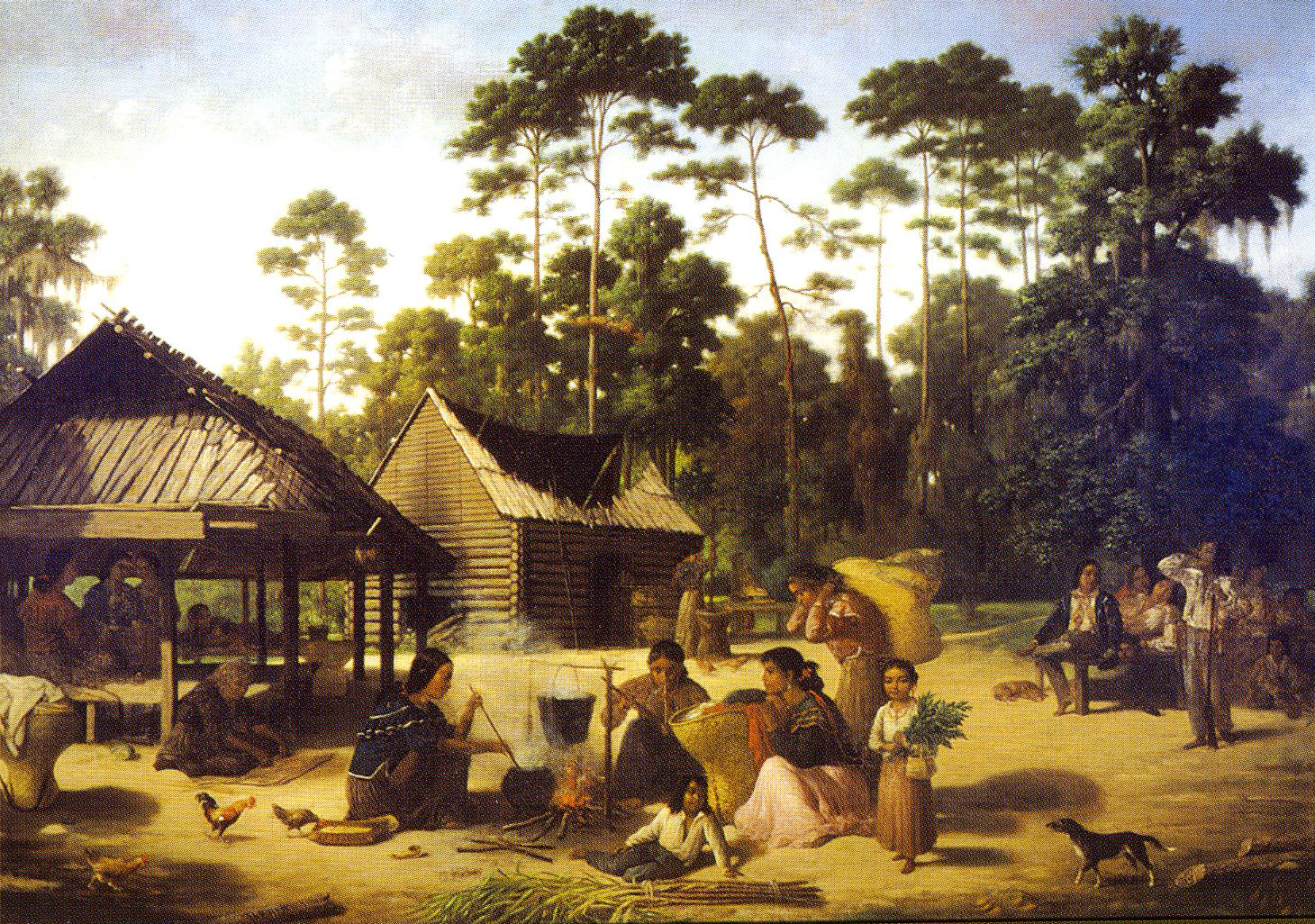
『シェファンクト近くのチョクトー族村』、フランソア・ベルナール画、1869年、ハーバード大学ピーボディ博物館。描かれている女性はバスケットを作るためにトウの皮を染めている

アメリカ合衆国南東部におけるミシシッピ文化の子孫にはチカソー族やチョクトー族がいた。現在のミシシッピ州となった地域に住んだその他の部族としてナチェズ族、ヤズー族、ビロクシ族などがいた。
この地域に入った最初のヨーロッパ人探検家はスペイン人のエルナンド・デ・ソトであり、1504年の新世界への2回目の遠征で、州北東部を通った。1699年4月、フランス人開拓者がオーシャンスプリングスに最初の開拓地フォートモーリパスを設立した。ここにはピエール・ル・モワン・ディバヴィーユが入植した。1716年、フランスはミシシッピ川沿いにナチェズの町（ロザリー砦）を設立した。この町が中心地となり交易拠点となった。フランスはこの広大な領土を「ヌーベルフランス」と呼んだ。当時スペインはメキシコ湾岸、現在のアラバマ州南部とフロリダ州の領有主張を続けていた。
その後の数十年間、この地域はスペイン、フランス、イギリスの各植民地政府が支配した。植民地人は労働力としてアフリカ人奴隷を輸入した。フランスとスペインの統治下では、自由有色人階級が発展し、その大半はヨーロッパ人と奴隷化された女性とその子供達の多人種子孫だった。初期のフランスとスペインの植民地人は主に男性だった。ヨーロッパ人女性が開拓地に入ってくるようになったとしても、男性はヨーロッパ人女性と結婚する前後でアフリカ人の子孫と関係を持った。ヨーロッパ人男性はその多人種の子供達に教育を受けさせ、商売の訓練を受けさせ、時には資産を残した。奴隷の場合は母親と子供達を解放することもあった。この社会資本を得た自由有色人は職人になり、時には教育のある商人や土地所有者となって、ヨーロッパ人とフランスやスペインの開拓地にいる奴隷化されたアフリカ人の間で第3の階級を形成した。ただし、ニューオーリンズほど大きな社会にはならなかった。イギリスがフレンチ・インディアン戦争（ヨーロッパでは七年戦争）に勝利した後、1763年のパリ条約によってフランスはこの地域をイギリスに渡した。

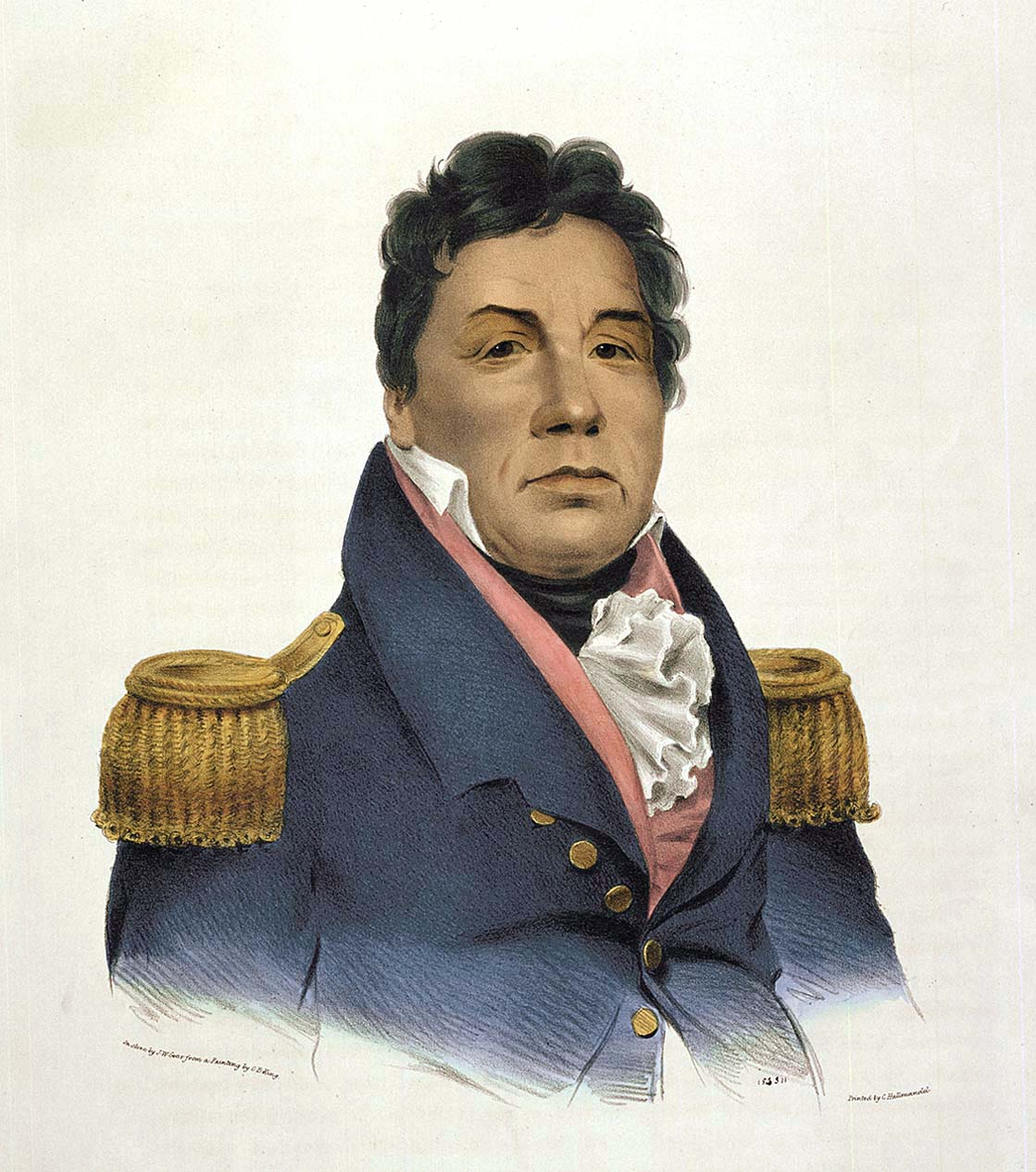
プッシュマタハ、チョクトー族酋長

アメリカ独立戦争が終わると、この地域は新生アメリカ合衆国の領土になった。1798年4月7日にはミシシッピ準州が組織化された。その領域はジョージア州とサウスカロライナ州が権利放棄したものだった。その後アメリカ合衆国とスペインが領有論争を続けていた領土を2回に分けて含むようになった。1800年から1830年ごろ、アメリカ合衆国はインディアンからヨーロッパ系アメリカ人の入植のために土地を購入した（ドークススタンド条約）。入植者は南部州からの移住者が多かった。多くの奴隷所有者が奴隷を連れて行き、あるいはニューオーリンズなど国内の奴隷市場で奴隷を購入した。ミシシッピ州を含むディープサウスには100万人近い奴隷が輸入され、国内の移住によってプランテーション所有者が過剰な奴隷を売ったアップランドサウスでは奴隷の家族が別れ別れになった。南部人は白人至上主義の見解に立ち、奴隷法を強め、自由黒人の権利を制限した。

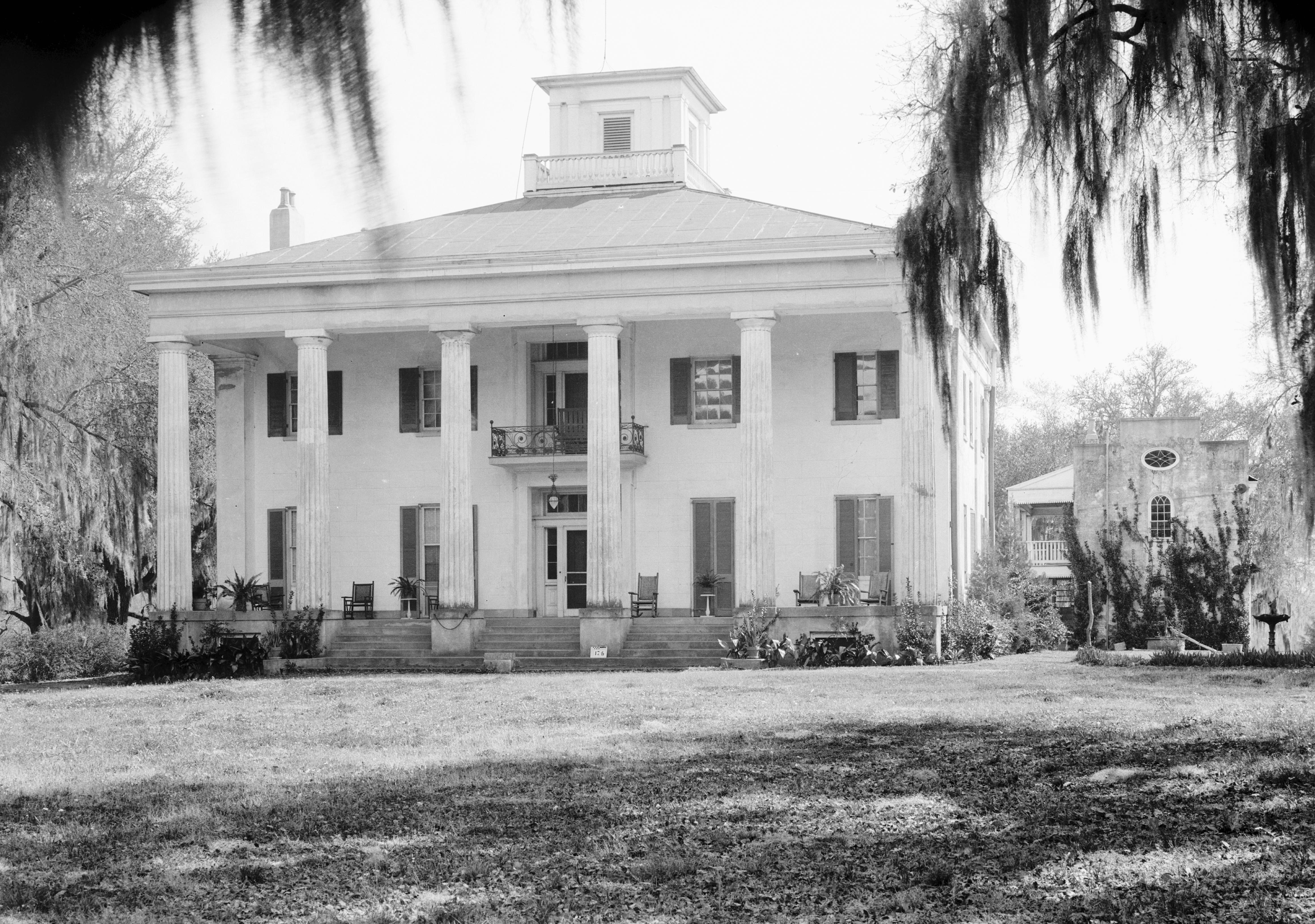
デブローの前景、1840年建設、アメリカ合衆国国家歴史登録財に指定されている

### ミシシッピ州昇格後
1817年12月10日、ミシシッピはアメリカ合衆国20番目の州に昇格した。デイビッド・ホームズが初代州知事に選出された。川が主要な輸送路だったので、川に沿った地域にプランテーションが開発された。初期の町もここに発展し、商品や作物を市場に運ぶ蒸気船で結ばれた。後背地はほとんど未開なままに残されていた。
1850年代は綿花が王様であり、ミシシッピのプランテーション所有者、特にミシシッピ・デルタやブラックベルト地域の所有者は土壌の肥沃さ、国際市場での綿花の高値、さらに奴隷という資産で裕福になった。そこから得られる利潤を使ってさらに綿花栽培用の土地と奴隷を購入した。プランテーション所有者は数十万人の奴隷労働者に依存し、また白人の間にも富の不均衡が発生したので、州の政治においても、アメリカ合衆国からの脱退を支持したときにも強い影響力を発揮した。
1860年時点で奴隷人口は436,631人であり、州人口791,305人の55%になっていた。自由有色人は1,000人に満たなかった。南北戦争前は比較的人口が少なかったので、土地と村は主要輸送路となる川沿いでのみ開発された。ミシシッピデルタ低地の90%はフロンティアであり、未開だった。州は開発のためにより多くの入植者を必要としていた。
1861年1月9日、ミシシッピ州はアメリカ合衆国からの脱退を宣言した2番目の州となり、アメリカ連合国設立の一員になった。南北戦争中、北軍と南軍が重要な補給路であるミシシッピ川の支配権を巡って激しく戦った。北軍のユリシーズ・グラント将軍がビックスバーグを長期間包囲し、1864年にはミシシッピ川を完全に支配した。

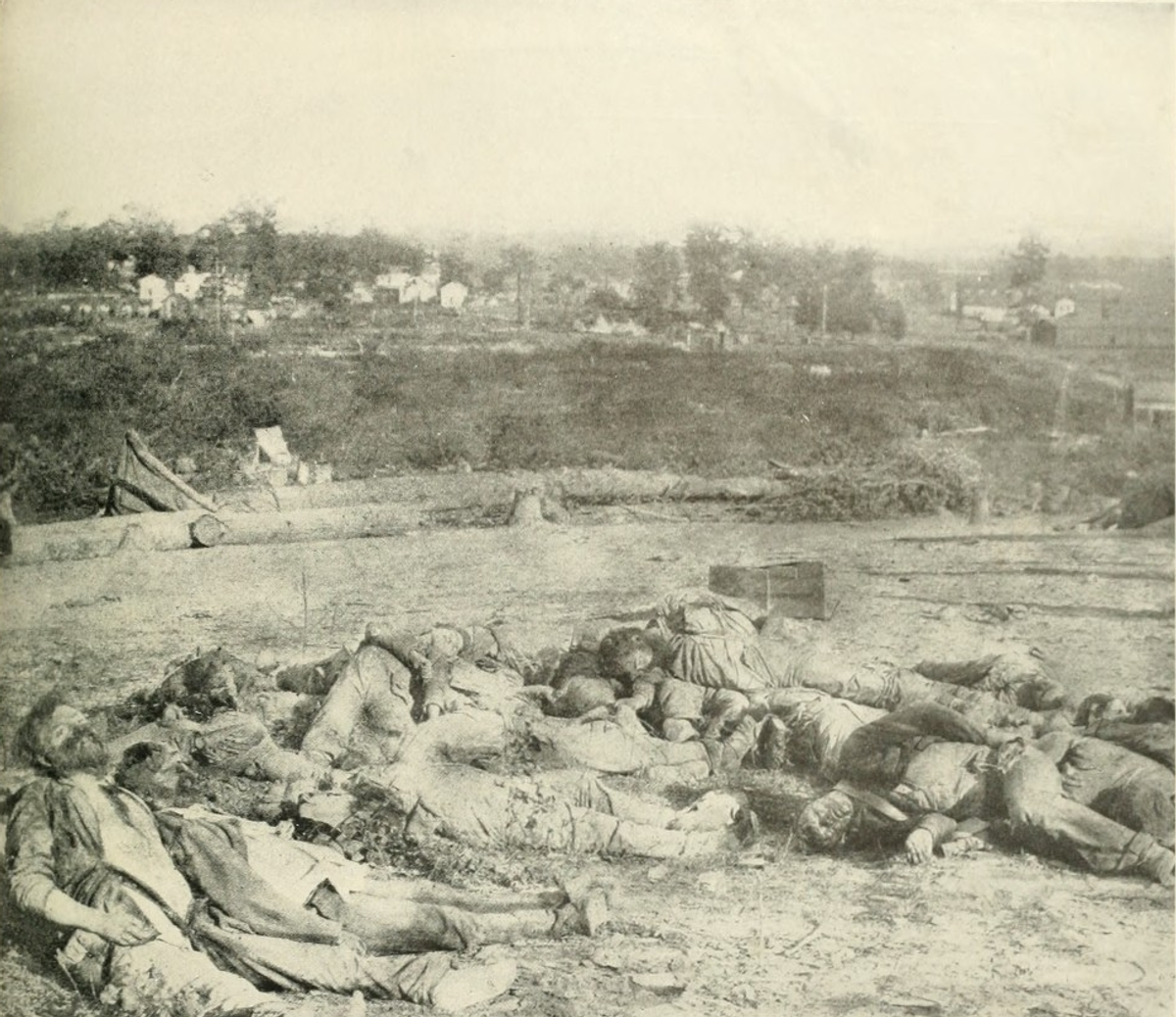
コリンスの戦い後の南軍兵の死体、1862年10月5日撮影

レコンストラクション時代、1868年に最初のミシシッピ州憲法制定会議が開かれ、黒人も白人も代議員となり、その後22年間有効となる憲法草案を策定した。この会議の代議員100人の内の17人が黒人であり、このような政治組織としては初めてのものになった。そのうちの数人は自由人だったが、他の者は北部から移ってきた解放奴隷だった。32の郡では黒人人口が多数派だったが、その代表には白人も黒人も選んだ。この会議は普通選挙を採択し、選挙権や被選挙権に対する資産資格を排除したが、この修正は貧乏白人にとっても恩恵だった。また州初の公共教育体系を作り、資産の所有と継承では人種差別を禁じた。さらに旅行中の公民権制限を禁じた。レコンストラクションの条件に従い、ミシシッピ州は1870年2月23日に合衆国に復帰した。
19世紀後半のジム・クロウ法および1890年の新憲法の成立によって、ミシシッピ州はディープサウスに典型的な形で、事実上黒人の選挙権を取り上げ、その歴史は複雑なものになった。ミシシッピ・デルタには南北戦争以前に開発されていなかった肥沃な土地があったので、土地の90%は未開なままだった。戦後、数万人の移住者がこの地域に入ってきた。土地を切りはらい、木材を売ることで金を儲け、土地所有者になった。新しい農夫には解放奴隷が含まれ、高い比率で土地所有者になった。1870年代から1880年代、多くの黒人農夫が土地の取得に成功した。

### 20世紀
20世紀に変わったころ、デルタで土地を所有する農夫の3分の2はアフリカ系アメリカ人だった。その多くは綿花価格が低落する難しい時代を、その負債を増やすことでやり過ごした。南北戦争後の時代は綿花の価格が下がり続けた。しかし、1890年代のさらなる農業不況が綿花価格を下げ、多くのアフリカ系アメリカ人農夫は負債の支払のために土地を売り、汗水垂らして開拓した土地を失うことになった。
白人議員が1890年に新憲法を作り、実質的に大半の黒人と貧乏白人の多くから選挙権を取り上げる有権者制限条項を設けた。その後の数年間で推計10万人の黒人と5万人の白人が有権者名簿から外された。19世紀後半にアフリカ系アメリカ人が信用を拡大しようとしても、政治的な影響力の無さが災いした。ジム・クロウ法に加え、1890年代からは白人が白人至上主義を植え付けようとしてリンチが行われることが増え、ワタミゾウムシの蔓延で綿花の収量が落ち、さらには1912年と1913年の大洪水が続いたことで、多くのアフリカ系アメリカ人にとって危機的な状態になった。白人プランテーション所有者は投票箱を支配し、信用も拡大して、ミシシッピ・デルタ低地の所有範囲を拡大し、また新しい鉄道の利点を生かすことができた。
1900年時点で黒人人口は州人口の50%以上だった。これが1910年には、黒人農夫の過半数がデルタの土地を失い、小作農になった。1920年では、奴隷解放後の第3世代となったアフリカ系アメリカ人の大半が、再度貧乏に直面する土地無し労働者になっていた。1913年ごろからは、グレートマイグレーションと呼ばれる動きの中で、数万人ものアフリカ系アメリカ人がミシシッピ州を離れ、北部のセントルイス、シカゴ、デトロイト、フィラデルフィア、ニューヨークなど工業化された都市に移住した。彼等は職を求め、子供達には良い教育機会、選挙権、人種差別の比較的少ない自由な社会、さらにより良い生活を求めた。1910年から1940年まで続いた移住時代に、機会を頑として閉ざされた社会を捨てた。ミシシッピ州を離れる移住者の大半は鉄道で直接北のシカゴに行き、元の隣人の近くに居を定めることが多かった。

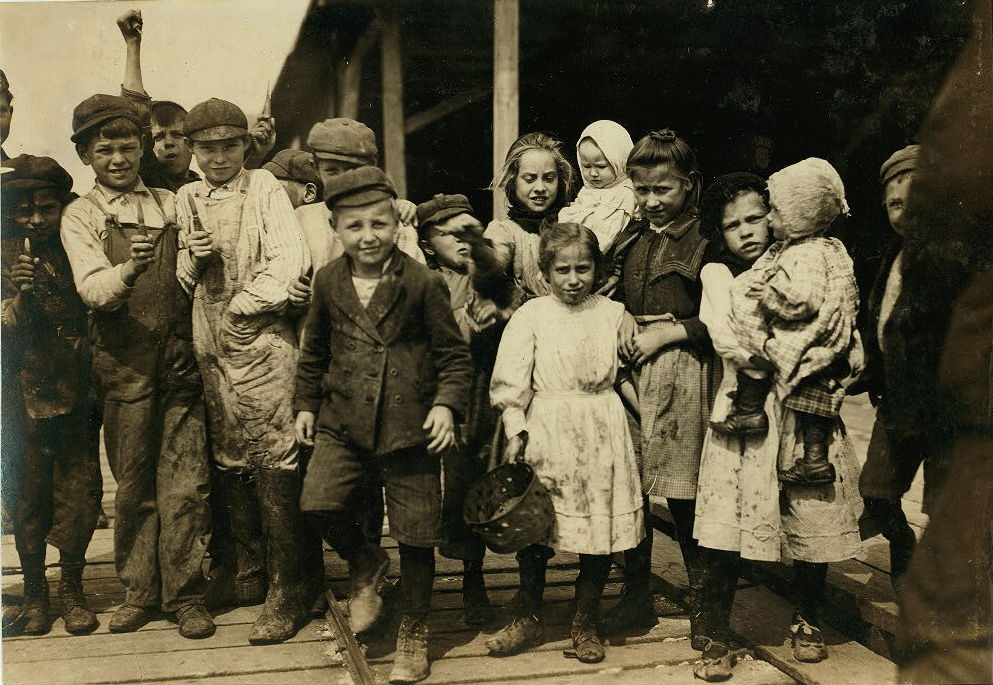
児童労働者、ミシシッピ州パスクリスチャン、1911年、ルイス・ハイン撮影

20世紀初期、州内で幾つかの産業が興ったが、職は概して白人に限られ、労働者には児童も含まれていた。職が無いことで南部の白人もシカゴのような都市に移住し雇用機会を求めた。ミシシッピ州は農業に依存していたが、機械化が進んで農業労働者も職を失った。

クラークスデール近くの安酒場でダンスをする人々、1939年、マリオン・ポスト・ウォルコット撮影

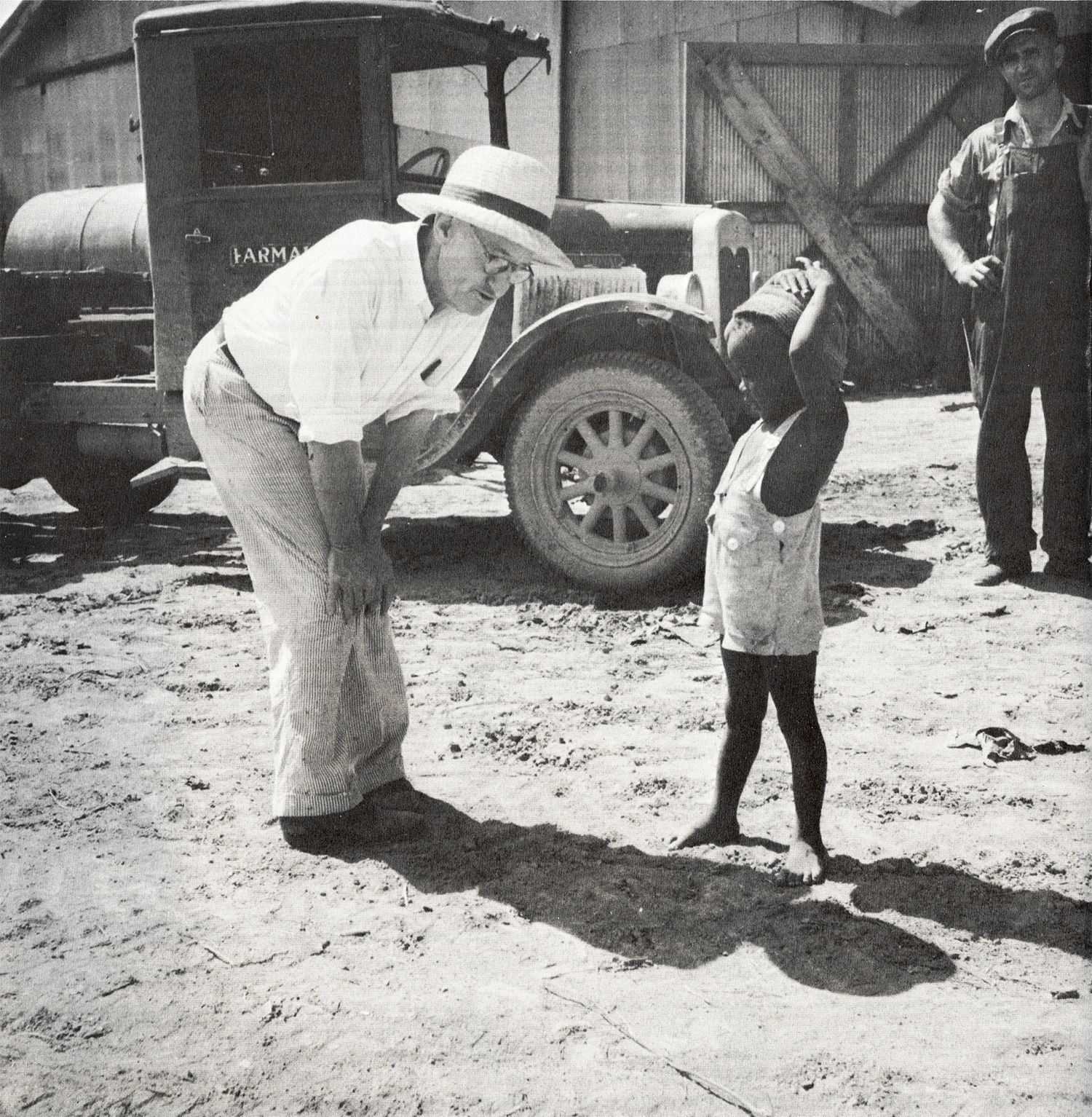
リーランドに近いアルドリッジ・プランテーションのオーナーと労働者の子供、1937年6月、ドロシア・ラング撮影

南部からの第二次グレートマイグレーションは1940年代に始まり、1970年まで続いた。この時代にほぼ50万人がミシシッピ州を離れ、その4分の3は黒人だった。20世紀前半の全国でアフリカ系アメリカ人は急速に都会に入り、多くは工場で働いた。この第二次グレートマイグレーションの行き先にはアメリカ合衆国西部、特にカリフォルニア州が追加された。カリフォルニア州では防衛産業の発展でアフリカ系アメリカ人に高い賃金を払うことができた。
ミシシッピ州のアフリカ系アメリカ人と白人は、豊かで真にアメリカ的な音楽の伝統を築き上げた。ゴスペル音楽、カントリー・ミュージック、ジャズ、ブルース、ロックンロールが生まれた。その全てがミシシッピ州のミュージシャンによって創成され、広められ、大きく発展した。ミュージシャンの多くはアフリカ系アメリカ人であり、ミシシッピ・デルタ低地の出身だった。多くのミュージシャンはシカゴなど北部にも音楽を伝え、シカゴのジャズやブルースの中心を作り上げた。
グレートマイグレーションの間に多くのアフリカ系アメリカ人が離れていったので、1930年代以降は少数派に変わった。1960年での構成比は42%だった。1890年憲法の条項に従い、白人が管理し、差別する有権者登録は継続しており、アフリカ系アメリカ人の大半は投票できなかった。公民権運動の時代、ミシシッピ州では黒人教会が中心となって黒人に有権者登録を行わせる教育活動の中心になった。全国の学生や社会組織者がミシシッピ州に来て、黒人の有権者登録を支援し、自由の学校を設立した。白人政治家大半の抵抗と厳しい態度（ミシシッピ州主権委員会の創設など）、多くの州民が白人市民の委員会に参加したこと、さらにクー・クラックス・クランと同調者の暴力戦術が重なり、1960年代のミシシッピ州は反動の州という評判が立った。州内のアフリカ系アメリカ人は1960年代半ばにその選挙権の行使を始め、連邦政府が1964年と1965年に公民権法を成立させた後は、人種差別と憲法による選挙権規制を止めさせた。
1966年、ミシシッピ州は禁酒法を州全体で公式に撤廃した最後の州になった。それ以前には密造者が持ち込む違法アルコール飲料に課税していた。ポール・ジョンソン州知事が撤廃を進め、保安官が「ジャクソン・カントリクラブで毎年開催されるジュニアリーグのマルディグラ舞踏会を襲撃し、上層階級や州の高官が驚いて見ている前で、酒類棚を割って開かせ、シャンペーンを運び去った。」
ミシシッピ州は1987年に人種間結婚の禁止法を撤廃した。これはアメリカ合衆国最高裁判所が1967年に違憲と裁定していた。1989年には人種差別時代の人頭税も撤廃した。1995年には、1865年に奴隷制度を廃止したアメリカ合衆国憲法修正第13条を象徴的に批准した。2009年、州議会は、1964年に法制化されたが、1967年にアメリカ合衆国最高裁判所が違憲と裁定していた人種差別的公民権法を撤廃する法案を可決した。共和党知事ヘイリー・バーバーがこの法に署名して成立した。
1969年8月17日、カテゴリー5のハリケーン・カミュがミシシッピ州海岸を遅い、死者248人、総額15億ドルの被害を出させた。2005年8月29日、カテゴリーは3だったが、ハリケーン・カトリーナが上陸し、ルイジアナ州からアラバマ州まで90マイル (145 km) におよぶメキシコ湾岸に破壊的な被害を及ぼした。

## 地理
参照：ミシシッピ州の郡一覧

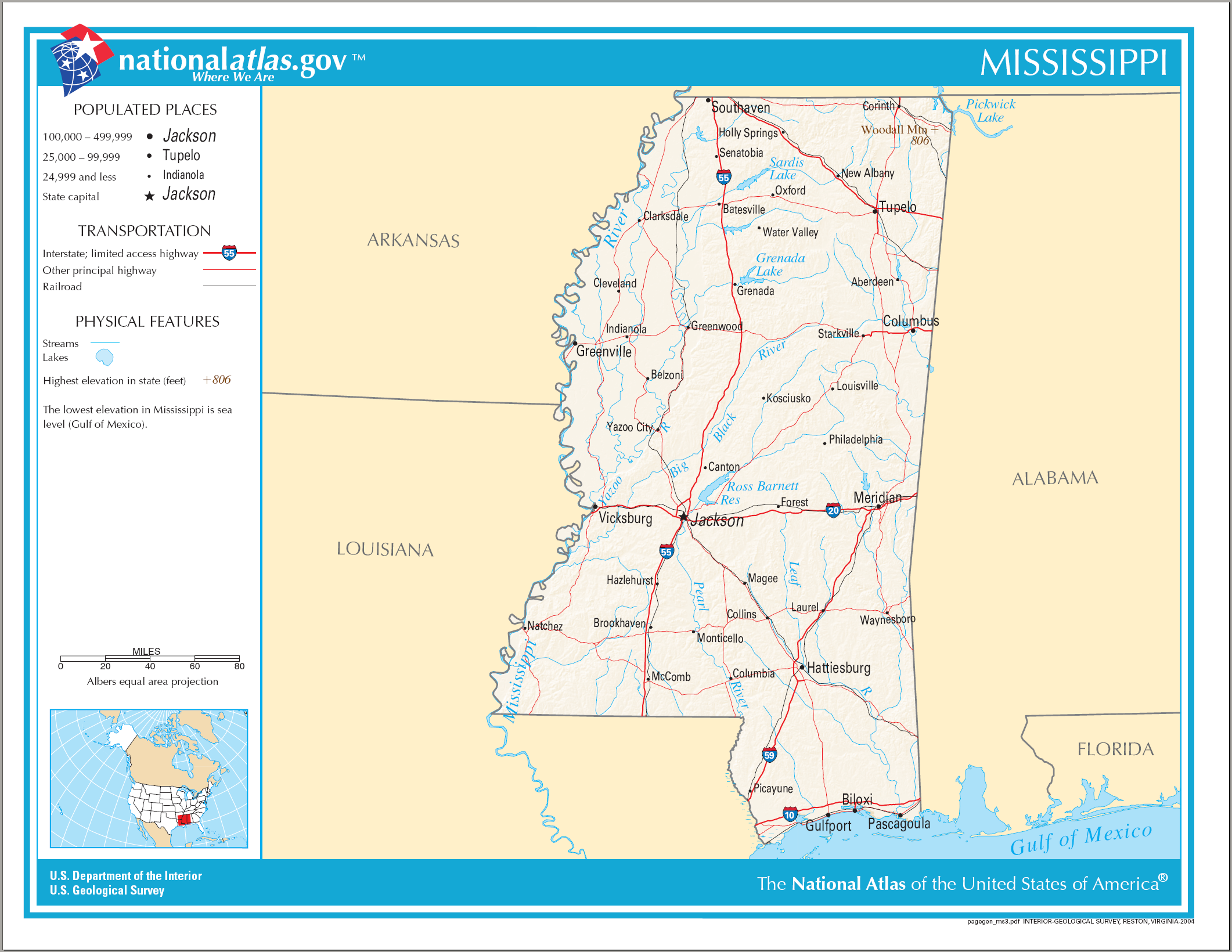
ミシシッピ州の図

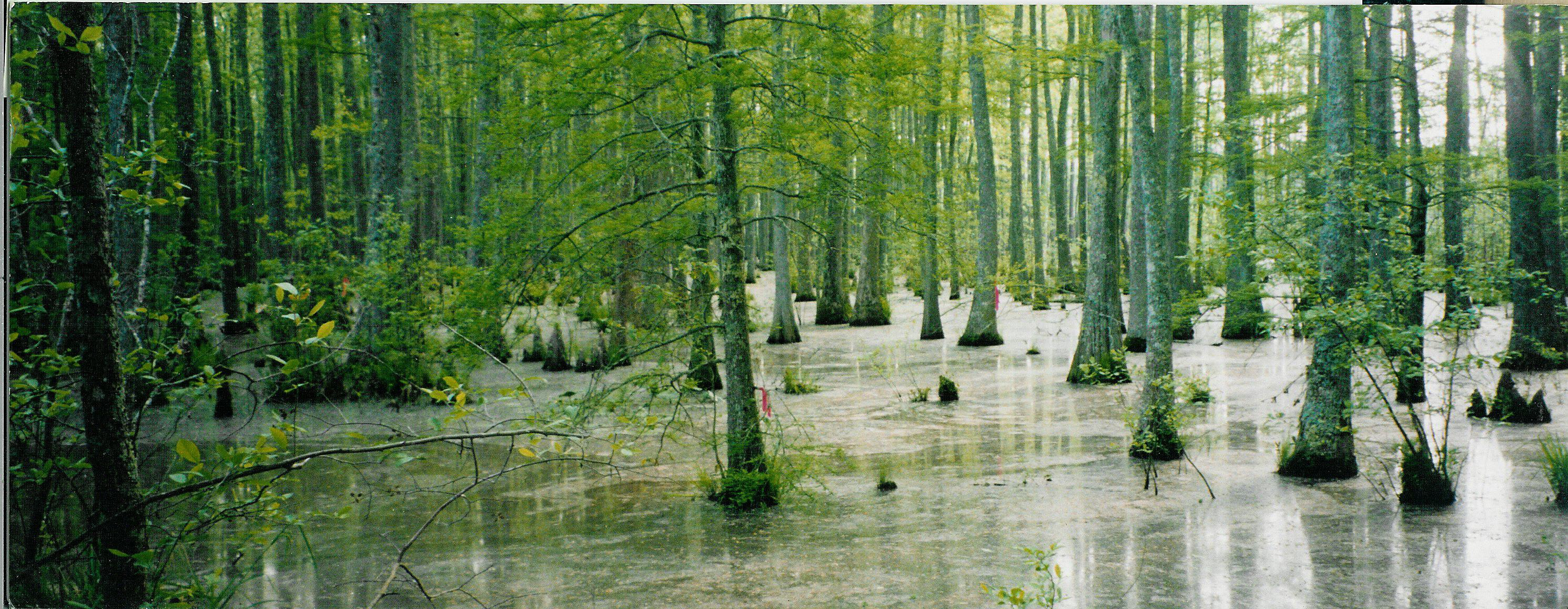
アシュランドに近いボトムランドの硬木湿地

ミシシッピ州はテネシー州と北部、アラバマ州と東部、ルイジアナ州およびメキシコ湾と南部、ならびにルイジアナ州およびアーカンソー州（ミシシッピ川を超えて）と西部で隣接している。
主要な川としては、州名となったミシシッピ川、ビッグブラック川、パール川、ヤズー川、パスカグーラ川、トンビッグビー川がある。主要な湖としては、ロス・バーネット貯水池、アーカバトラ湖、サーディス湖およびグレナダ湖がある。グレナダ湖が最大である。
ミシシッピ州は大半が低地で構成され、最高地点はカンバーランド山地の麓丘陵部ウッドール山の標高806フィート (246 m)、最低地点はメキシコ湾岸の海面である。州内の平均標高は300フィート (91 m) である。
州領域の大半は東ガルフ海岸平原に属している。この海岸平原は、南部のパインヒルや北部セントラルヒルのように概して低い丘陵で構成されている。北東部のポントトク・リッジやフォールライン・ヒルズは幾らか高い。茶褐色の黄土が州西部で見られる。北東部は肥沃な黒土地帯であり、アラバマ州のブラックベルトに広がっている。
海岸線にはセントルイス湾、ビロクシ湾、パスカグーラ湾など大きな湾がある。メキシコ湾とは浅いミシシッピ・サウンドで隔てられ、一部はプティボワ島、ホーン島、イースト・アンド・ウェスト・シップ諸島、ディア島、ラウンド島、キャット島で遮られている。
州北西部はミシシッピ・デルタであり、ミシシッピ沖積平野の一部になっている。この平原は南部で狭く、北部のヴィックスバーグでは広くなっている。この地域は土壌が肥沃であり、一部はミシシッピ川の洪水で定期的に堆積された沈泥になっている。
国立公園局の管理下にある地域は以下の通りである。
- ブライシズ・クロスローズ国立戦場跡（ボールドウィン近郊）
- ガルフ諸島国立海岸
- ナチェズ国立歴史公園（ナチェズ）
- ナチェズ・トレース・パークウェイ
- テューペロ国立戦場跡（テューペロ）
- ビックスバーグ国立墓地（ビックスバーグ）
- ビックスバーグ国立軍事公園（ビックスバーグ）

### 気候
ミシシッピ州は温暖湿潤気候にあり、長い夏と、短く温暖な冬が特徴である。平均気温は7月の95°F (35 ℃) から1月の48°F (9 ℃) まで変化している。夏は州全体で場所による温度差は少ないが、冬はミシシッピ・サウンドに近い地域が内陸部よりかなり暖かくなる。過去最低気温は1966年に北東部のコリンスで記録された-19°F (-28.3 ℃) であり、過去最高気温は1930年に北部のホリースプリングスで記録された115°F (46.1 ℃) である。州全体で激しい降雪の可能性があり、特に1963年大晦日の暴風雪が顕著なものだった。年間降水量は北部から南部に行くに従って多くなり、メキシコ湾岸が最も多い。北西部のクラークスデールでは年間降水量約50インチ (約 1,270 mm)、南部のビロクシでは同約61インチ(約 1,550 mm) となっている。北部と中部では少量の降雪があり、南部ではごく希である。
晩夏から秋にかけては、特に南部でメキシコ湾から内陸に入るハリケーンの危険性が高い。1969年のハリケーン・カミーユや2005年のハリケーン・カトリーナが州を襲った最大級のハリケーンであり、どちらもガルフポート、ビロクシ、パスカグーラ周辺に高潮被害を出させた。ハリケーン・カトリーナでは238人が死亡した。ディープサウスの他地域と同様、雷も特に南部で多い。年平均で27個の竜巻が発生している。北部では一年の前半で、南部では後半で発生することが多い。アメリカ合衆国の歴史で大きな竜巻5個のうち2個が州内で発生した。これらは南西部のナチェズと北東隅のテューペロを襲った。州内では藤田スケールF5の竜巻が7個記録されている。
| 各都市の月別平均最高最低気温 (°F) |       |       |       |       |       |       |       |       |       |       |       |       |
| 都市                              | 1月   | 2月   | 3月   | 4月   | 5月   | 6月   | 7月   | 8月   | 9月   | 10月  | 11月  | 12月  |
| ガルフポート                      | 61/43 | 64/46 | 70/52 | 77/59 | 84/66 | 89/72 | 91/74 | 91/74 | 87/70 | 79/60 | 70/51 | 63/45 |
| ジャクソン                        | 55/35 | 60/38 | 68/45 | 75/52 | 82/61 | 89/68 | 91/71 | 91/70 | 86/65 | 77/52 | 66/43 | 58/37 |
| メリディアン                      | 58/35 | 63/38 | 70/44 | 77/50 | 84/60 | 90/67 | 93/70 | 93/70 | 88/64 | 78/51 | 68/43 | 60/37 |
| テューペロ                        | 50/30 | 56/34 | 65/41 | 74/48 | 81/58 | 88/66 | 91/70 | 91/68 | 85/62 | 75/49 | 63/40 | 54/33 |
|                                   |       |       |       |       |       |       |       |       |       |       |       |       |

### 生態系

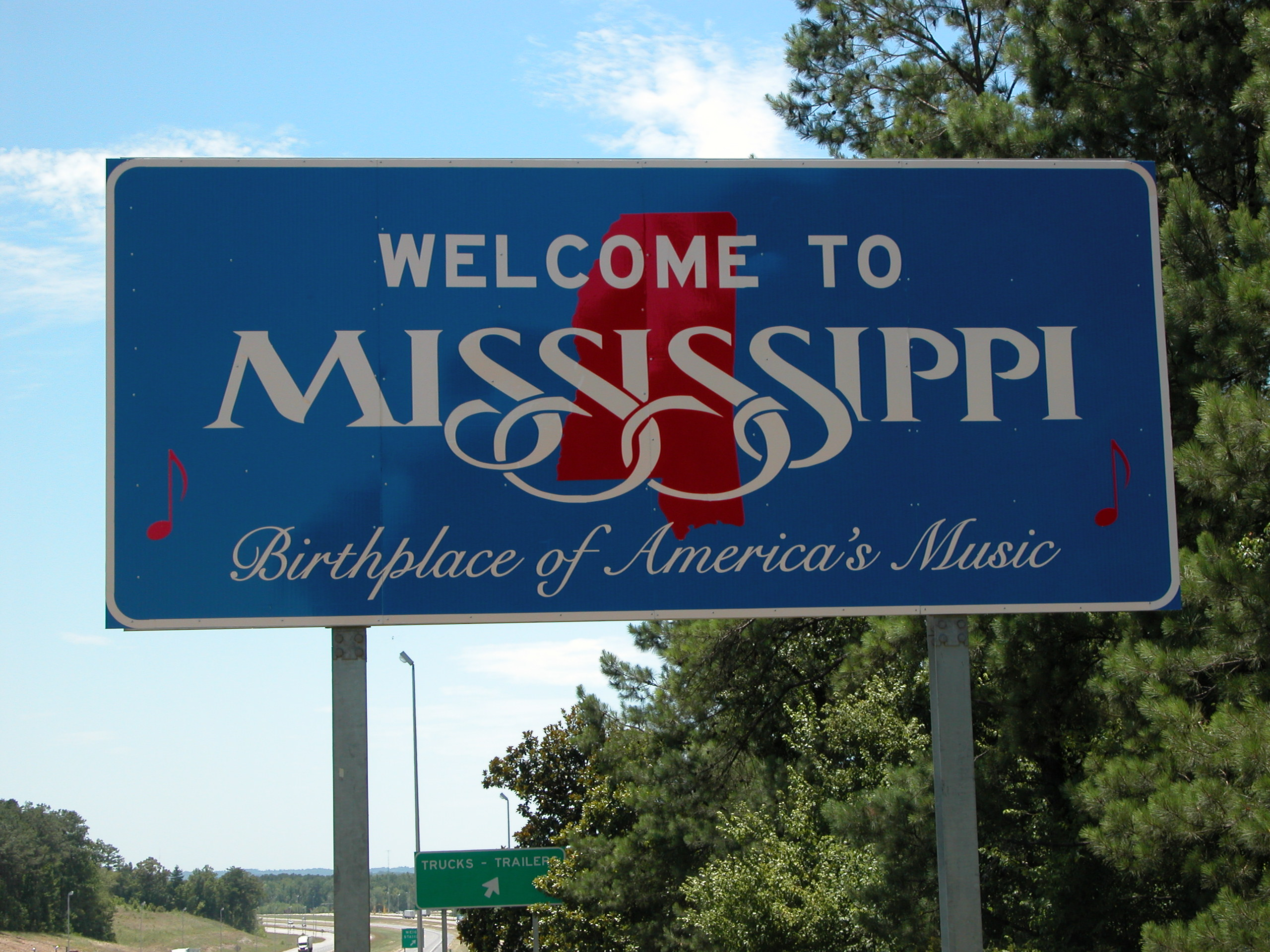
州間高速道路20号線沿いにある州の看板

ミシシッピ州は半分以上の領域が野生の樹木で覆われており、松、ハコヤナギ、ニレ、ヒッコリー、オーク、ピーカン、スウィートガム、ヌマミズキが多く見られる。

#### 洪水
ミシシッピ川は12月から6月にかけて洪水を起こすために、その支流流域を含めたミシシッピ・デルタに肥沃な洪積平野を作り上げてきた。この洪水を制御するためにミシシッピ川に沿った堤防を奴隷が建設した。川が溢れた後に堆積する泥でできた自然の堤防の上に、人工の堤防を造った。デルタでの綿花の栽培が増加すると、農園主は1840年代に大量に移民してきたアイルランド人労働者を雇用し、土地に溝を掘って排水した。
1858年から1861年にはミシシッピ州が堤防工事を引き受け、業者や雇用した労働者によって完成させた。この時代に農園所有者はその奴隷達が貴重なものであるので、そのような危険な仕事には出せないと考えた。建設業者はアイルランド移民の労働者を雇用し、堤防を築き、ときには土地を開墾した。アイルランド移民の多くは母国の飢饉から逃れて比較的近年に移民してきた者達であり、懸命に働いて身を立てようとした。南北戦争以前、土盛りされた堤防は平均高さが6フィート (1.8 m) あり、場所によっては20フィート (6 m) あった。
洪水はミシシッピ川の歴史そのものだったが、耕作のために土地を開き、蒸気船のために燃料として供給したことで、樹木と下生えの水分吸収力が無くなった。南北戦争後、1865年、1867年、1874年、1882年に大洪水が起こった。これらの洪水は戦中に南軍と北軍が戦って損傷を受けていた堤防や、戦後に造られた堤防を乗り越えるのが常だった。1877年、州南部の郡のために、ミシシッピ堤防地区が創設された。1879年、アメリカ合衆国議会がミシシッピ川委員会を作り、堤防の建設に際して州の堤防委員会を援助することなどを役割とした。19世紀後半は、白人も黒人も季節労働者が堤防建設に携わった。1882年までに堤防の平均高さは7フィート (2.1 m) となったが、この年に起きた洪水によってデルタ南部地帯は大きな損害を出した。この1882年洪水後、堤防の体系が拡張された。1884年、ヤズー・ミシシッピ・デルタ堤防地区が作られ、デルタ北部郡での堤防建設と維持にあたった。これにはアーカンソー州の幾つかの郡も含められた。
1912年から1913年に起きた洪水はミシシッピ州北西部を襲い、堤防地区にも大きな打撃を与えた。地域的な被害が出たことと、ミシシッピ川堤防協会が洪水制御のためのロビー活動を行ったことで、1917年と1923年には連邦政府と地元堤防地区で2対1の連邦マッチングファンドを出させる全国法を成立させることになった。アメリカ合衆国が第一次世界大戦に参入したことで堤防建設のためのファンドにも障害ができたが、ファンドの二次ラウンドで、ミシシッピ・ヤズー・デルタの平均堤防高さは1920年代に22フィート (6.6 m) になった。現在の科学者は堤防が逆に洪水も増したと考えており、1927年のミシシッピ大洪水では深刻な被害を受けた。資産、家畜、穀物など被害総額は数百万ドルに上った。被害の大きかったのはワシントン郡やボリバー郡などデルタ下流地域だった。
ミシシッピ川に関する科学的知識が増えたとしても、上流での開発や堤防の建設によって何度か厳しい洪水が起きた。現在の科学者は、土地を広く切り開き、堤防を造ったことで、湿地や森林の自然保護能力を取り去り、川の性質そのものを変えて流れを強めたと理解するようになった。州政府と連邦政府は、当初あった川の生態系とうまく付き合うために、生息域の回復への最善手段を求めて苦慮し続けている。

## 人口動態

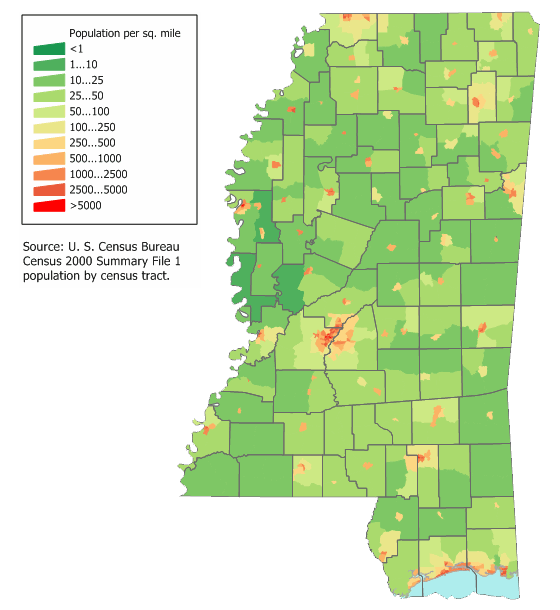
ミシシッピ州の人口密度図

### 人口
2020年国勢調査時点のミシシッピ州の人口は2,961,279人となっており、2010年国勢調査時点から6,018人、0.20%減少していた。2000年から2012年の変化を見ると、混血の増加率が70%と国内でも高い方だった。
総人口はそれほど変化していないが、総じて若く、変化の幾らかは出生によるものである。過去には白人によって課された人種差別の時代からの遺産として単一民族を選んでいた者達が、1つ以上の人種出身であることを選ぶようになったことを明らかに反映している。人口統計学者のウィリアム・フライは「ミシシッピ州においては南部から変化していると思う」と記した。インディアン強制移住後のミシシッピ州において、多数派は黒人（アフリカ系アメリカ人、その多くはヨーロッパ人の先祖も持っていた）と白人（主にヨーロッパ系アメリカ人）だった。やはり人口統計学者のマシュー・スニップはこの変化について「ある意味で、彼等は過去に抑圧されていた人種的遺産というものをより正確に描き出すようになっている」とコメントしている。
アフリカ系アメリカ人は人口の約37%を構成しており、その中には19世紀に地域のプランテーションを開発するために運ばれてきた祖先を持っている者がいる。ミシシッピ州はブラックベルトに属し、黒人多数派の時代が南北戦争前から1930年代まで続いた。その後の黒人大移動により、40万人近いアフリカ系アメリカ人が北部、中西部および西部へ新たな機会を求めて移住した。
ミシシッピ州の人口重心はLenaの町がある、リーク郡となっている。2010年国勢調査に拠れば、州内の同性カップルの約33%が1人以上の子供を持っており、この比率は他州よりも高い。

### 人種的構成および祖先
2010年国勢調査に拠れば、ミシシッピ州の人種による人口構成は次のようになっている。
| 白人 (a)                                                          | 59.1%    |
| 黒人 (a)                                                          | 37.0%    |
| アメリカインディアン、およびアラスカのインディアン、エスキモー(a) | 0.5%     |
| アジア人 (a)                                                      | 0.9%     |
| 太平洋諸島人 (a)                                                  | 0.1%未満 |
| 混血                                                              | 1.1%     |
| ヒスパニックないしラティーノ (b)                                  | 2.7%     |
| 白人 (ヒスパニックとラティーノを除く)                             | 58.0%    |

(a) 1つの人種だけを回答した者だけの割合。
(b) ヒスパニックは人種概念ではないため、同時にいずれかの人種に属する。
1830年9月27日、ダンシングラビット・クリーク条約がアメリカ合衆国政府とチョクトー族の間で結ばれた。チョクトー族はミシシッピ州とアラバマ州にあった先祖伝来の土地の売却に合意した。これと引き替えに補償金とインディアン準州（現在のオクラホマ州）の居留地への移住が待っていた。これによりヨーロッパ系アメリカ人開拓者への土地公売が解禁された。条約の第14条では、州内に残留するチョクトー族はアメリカ市民になることを認めている。チェロキー族に続いて非ヨーロッパ系民族となることを選んだ2つめの部族だった。今日、約9,500人のチョクトー族が、ネショバ郡、ニュートン郡、リーク郡、ジョーンズ郡に住んでいる。連邦政府から認められた部族には、チョクトー族ミシシッピ・バンドがある。
南北戦争以前から1930年代まで、アフリカ系アメリカ人がミシシッピ州人口の過半数を占めていた。1940年代以降、黒人大移動により、36万人以上のアフリカ系アメリカ人が州を離れ、北部、中西部および西部へ新たな機会を求めて移住し、アフリカ系アメリカ人人口は大きく減少した。
それでも2010年時点でミシシッピ州におけるアフリカ系アメリカ人構成比は国内最高である。近年、その構成比は高くなりつつあり、これは白人よりも平均年齢が若いことが寄与している（生涯出産数はほぼ等しい）。州内公共教育学区のほぼ全ては、アフリカ系アメリカ人の生徒が多数となっているが、ヨーロッパ系アメリカ人が多数であることも多い。北西部のヤズー・デルタ、南西部および中央部ではアフリカ系アメリカ人が多数派である。これらの地域では、南北戦争後の19世紀にアフリカ系アメリカ人が農夫として土地を所有し、あるいは綿花プランテーションや農場で働いた歴史があった。
2000年に州内で申告された祖先による構成比は以下の通りだった
- アメリカ人 (14.2%)
- アイルランド系 (6.9%)
- イギリス系 (6.1%)
- ドイツ系 (4.5%)
- フランス系 (2.3%)
- スコットランド・アイルランド系 (1.9%)
- イタリア系 (1.4%)
- スコットランド系 (1.2%)

スコットランド・アイルランド系、イギリス系、スコットランド系を先祖に持つと申告した者は州内全体に分散している。これらの民族に属する者は実際には数字よりもかなり多いと考えられている。大西洋岸南部や東南中央部の州では概してこの傾向がある。歴史家のデイビッド・ハケット・フィッシャーは、ミシシッピ州人口の少なくとも20%はイギリス系アメリカ人であって、この数字は実際にはもっと高く、またかなりの比率でスコットランド系アメリカ人がいると推計した。イギリス系やスコットランド系の州民の多くは、18世紀後半から北アメリカに来て長くなっているので、単にアメリカ人と回答したものとしている。1980年の国勢調査で、総人口1,946,775人の内、656,371人がイギリス系と申告し、構成比は38%になっていた。
フランス系クレオール人は、メキシコ湾岸のハンコック郡で大きな構成比を占めている。アフリカ系アメリカ人、ネショバ郡に多いチョクトー族、中国系アメリカ人はほとんどが州内で生まれた者である。
中国人の中には1870年代と19世紀末にキューバから年季奉公者として連れてこられた者がいるが、大多数は1910年から1930年に掛けて、中国から直接州内に労働者として入ってきた。農園主はまず小作人として中国人を雇ったが、大半は間もなくその職を離れた。多くの者はデルタ地帯の町で商人、特に食料雑貨商となった。小さな町が衰退すると、都市に移動するか、州を離れた。

### 十代の出産
州内で十代の出産が問題になっている。最近のデータでは国内でも十代の出産率が最も高くなっており、国内平均よりも60%高い。州内で十代の出産を防止し減らすために、特別のタスクフォースが作られ活動している。

### 宗教
ミシシッピ州民の信仰する宗教はメソジストおよびペンテコステ派と共に、特にバプテスト教会 (南部バプテスト、ミッショナリー・バプテストなど）である、主として福音主義のプロテスタント宗派から成る。ローマ・カトリック信徒は主として都市部内およびメキシコ湾岸で見られ、ごく少数のユダヤ教信徒も主として都市部に集中している。
ミシシッピ州の住民の現在の宗教宗派別構成は以下の通りである：
- キリスト教 – 92%
  - プロテスタント – 86%
    - バプテスト – 58%
    - メソジスト – 10%
    - ペンテコステ派 – 3%
    - 長老派教会 – 2%
    - 他のプロテスタント – 13%

  - ローマ・カトリック – 5%
  - 他のキリスト教 – 1%
- 他の宗教 – 1%
- 無宗教 – 7%

17世紀にフランスやスペインの統治下で、ヨーロッパ人の幾らかはローマ・カトリック教徒だった。1815年以降綿花の文化が発展すると、毎年数多いイギリス系アメリカ人が入ってきており、その大半は南部州のプロテスタントだった。このために特にメソジスト、長老派教会、バプテストなどプロテスタント系教会が急速に成長した。
18世紀末と19世紀初期の大覚醒時代には、女性や黒人を含む社会のあらゆる階層に手を伸ばすことで、「普通の人々」を惹き付けた。奴隷や解放黒人はメソジスト教会やバプテスト教会で歓迎された。1800年以前、バージニア州、ケンタッキー州、サウスカロライナ州、ジョージア州で独立系黒人バプテスト教会が設立され、後にはミシシッピ州でも作られていった。
南北戦争後、南部はバイブル・ベルトと呼ばれ、宗教の影響力が増した。解放奴隷は自分達の教会を作るために、白人の教会から身を引いた。黒人の大半が南部バプテスト教会を離れ、1895年には多くの黒人バプテスト同盟や、黒人教会の全国バプテスト協議会を設立した。彼等は白人の監督から独立することを望んだ。さらにフィラデルフィアで設立されたアフリカン・メソジスト・エピスコパル教会や、ニューヨーク市で設立されたアフリカン・メソジスト・エピスコパル・ザイオン教会が戦後には南部に宣教師を派遣した。彼等は急速に何十万人もの改宗者を集め、南部中に新しい教会を設立した。南部の会派は独自の影響力を元の会派にも行使した。
1900年までに特に町で多くの白人牧師が社会的福音運動に参加し、キリスト教の倫理を当時の社会と経済の需要に合わせようとした。多くの者が強力に禁酒運動を支持し、それが多くの罪からの救済を助けると考えた。
アフリカ系アメリカ人バプテスト教会は白人のバプテスト教会の2倍もの信徒を抱えるほど成長した。アフリカ系アメリカ人は1930年代の世界恐慌や1940年代の第二次世界大戦の時代を通じて、社会的な平等を要求した。アメリカの公民権運動は宗教に多くを根ざしており、教会の強い社会がその活動に自発性と道徳的な目的を与えた。法的な差別すなわちジム・クロウ法の終わりにより、幾つかの教会は再統合されたが、大半は今日でも人種の壁が残ったままである。ハッティズバーグのように多様化が進んだ社会では、幾つかの教会が多人種の会派となっている。1970年代から、原理主義の保守的な教会が急速に成長し、白人の間に政治的に保守の傾向を助長している。
2012年時点で、州民の59%は自分を「大変宗教的」と見なしており、国内でも最も宗教色の強い州だと広く認められている。2000年時点で南部バプテスト連盟には916,440人の信徒がおり、州内最大の宗派となっている。続いてユナイテッド・メソジスト教会の240,576人、ローマ・カトリック教会の115,760人となっている。キリスト教以外ではイスラム教3,900人、ユダヤ教1,400人、バハイ教811人となっていた。

## 健康
健康管理システムの効率を上げるための非営利機関であるコモンウェルス・ファンドに拠れば、ミシシッピ州は健康管理について50州の中で最下位である。3年間続けて州民の30%以上が肥満と判定された。2006年の調査では子供達の22.8%が肥満だった。2005年から2008年まで肥満率では50州の中で最高であり、高血圧、糖尿病、成人の運動不足の率でも第1位だった。2008年、アフリカ系アメリカ人女性の調査で、これら不健康の寄与要因として、肥満度指数、食事習慣、肉体的運動不足に関する知識の不足、社会的支援の欠如、友人による動機付けや奨励の無さが挙げられている。2002年のアフリカ系アメリカ人青年に関する報告書は、子供の3分の1が肥満であるという1999年の調査が、ミシシッピ・デルタ地域で特に高いものであることを述べていた。
この調査は「肥満が幼児期に始まり、青年期に拡大し、おそらくそのまま大人になる」と強調していた。デルタ地域はアフリカ系アメリカ人が多数であり、「州内で最も配慮が足りない地域であること」、医療機関が身近になく、利用しにくいこと、推計で住民の60%が貧困線以下にあることなど、必要とされる行動改善の障害になっているとしている。さらに危険な要因としては、大半の学校で体育が無く、栄養教育が強調されていないことがあげられる。以前に行われた生活介入戦略は、文化的に感性がなく、実行しにくいためにほとんど効果が無かった。2006年の調査では、成人の95%が子供の肥満は重大な問題だと考えている。

## インディアン部族

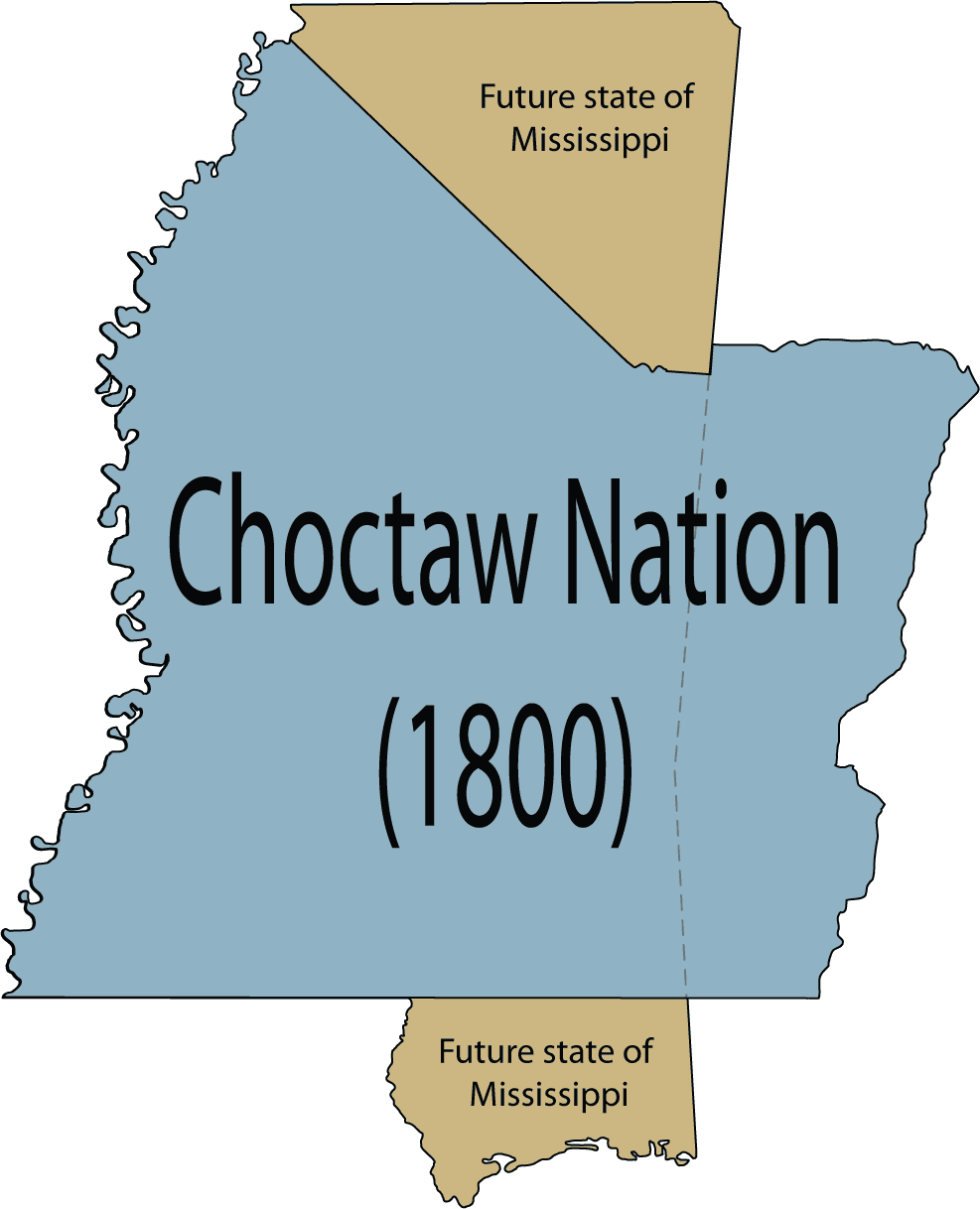
1800年の段階で、アメリカ連邦政府と条約で保証された、ミシシッピー州におけるチョクトー族のかつての領土。

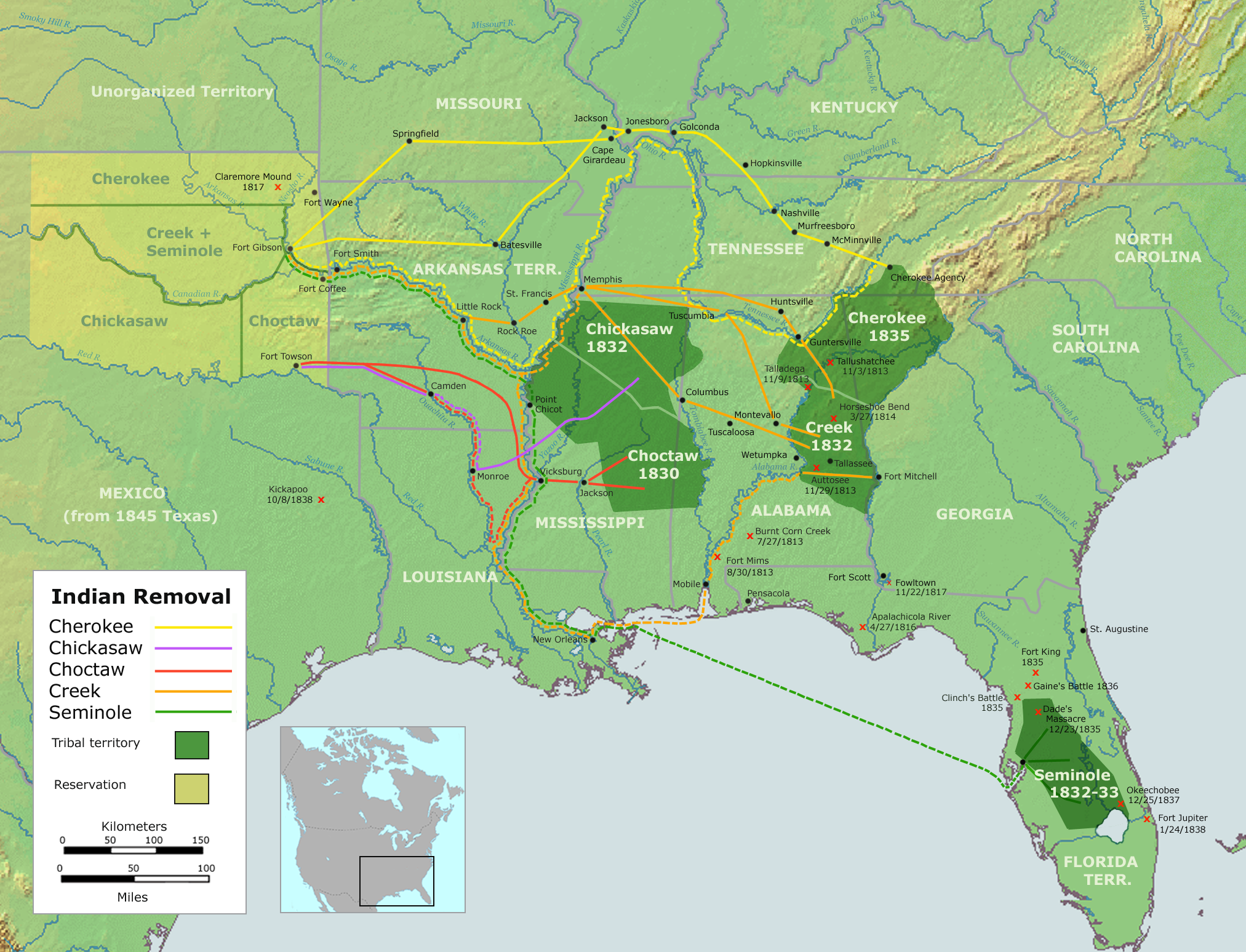
1830年の段階でのチョクトー族の領土と、この年に行われたオクラホマへの強制移住「涙の道」の経路（赤い実線）。チカソー族の強制移住は1832年に行われた（紫色の実線）。どちらの部族も陸軍によって大陸の徒歩横断を強制され、併せて数千人に上る途上死者を生んだ。

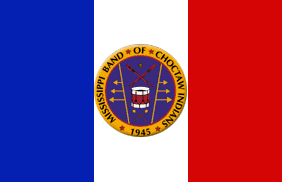
チョクトー族ミシシッピ・バンドの部族国旗

現在のミシシッピー・チョクトー族の領土は、このネショバ郡（赤い部分）の一角にある保留地のみである

ミシシッピー川のもたらす肥沃な大地と沿岸部の漁猟資源に支えられ、チョクトー族、アコラピッサ族、ビロキシー族、キャピナン族、チャクチウマ族、チカソー族、チョウラ族、グリグラ族、ホウマ族、イビトウパ族、コアサチ族、コロア族、モクトビ族、ナチェス族、オフォ族、オケロウサ族、パスカゴウラ族、ペンサコーラ族、クアポー族（アーカンサス族）、タポサ族、チオウ族、チュニカ族、ヤズー族など、かつて20を超えるインディアン部族が先住し、チョクトー族の連合国家が州のほとんどを領有したが、アメリカ政府によってほとんどが滅ぼされた。
残った諸部族も、1830年代に民族浄化政策を掲げるアンドリュー・ジャクソン大統領の「インディアン移住法」によって、オクラホマ州に強制移住させられた。巨大な都市群を建設したナチェス族も滅ぼされ、残ったものはオクラホマへ強制移住させられて、ミシシッピ州では国立公園にその名をとどめるだけとなっている。
部族が強制移住させられた後も、インディアンの多くが同州に残った。しかし、南部の人種差別州として悪名高かったミシシッピ州での、インディアンに対する扱いはひどいものだった。彼らの家や農場は放火、破壊され、拷問を受ける者も多かった。ジョージア州からミシシッピー州に越してきた、ジョセフ・コッブという人物は、「どんな黒人にも見つけられる、何らの貴さも美徳も、赤い男たち（インディアン）にはなにひとつ許されない。チョクトー族とチカソー族への差別は、黒人奴隷と同等か、それよりもまだひどい」と書き残している。
現在、ミシシッピ州で公式にアメリカ連邦政府が認定し、保留地（Reservation）を領有しているのは「チョクトー族・ミシシッピ・バンド」だけである。
チョクトー族ミシシッピ・バンドは1945年4月20日に内務省インディアン局の公認を受け、「復活」した。現在、カジノ経営を拡大する一方で、同州中央部で2002年には、4000人収容規模のプール娯楽施設「ガイザー・フォールズ・ウォーター・テーマパーク」を開場させた。
強制移住を拒んでこの地に留まった残りのチョクトー族やナチェス族たちは、アメリカ連邦政府によって絶滅部族とされ、同州には存在しないことになっている。
≪アメリカ連邦政府が公認しているインディアン部族≫
- 「チョクトー族・ミシシッピ・バンド（MBCI）」

≪アメリカ連邦政府に公認要求中のインディアン部族≫
- 「ナチェス族大集落」
- 「ヴァンクリーブ・ライブオーク・チョクトー族」

### インディアン・カジノ
ミシシッピ州で「インディアン・カジノ」を運営しているのは連邦公認を受け、連邦から信託保留された土地を領有するチョクトー族・ミシシッピ・バンドだけである。
1988年に制定された「インディアン賭博規制法（IGRA）」は、全米のインディアン部族に部族カジノ開設を競わせることとなった。「インディアン・カジノ」は、リチャード・ニクソン大統領による「インディアンの自決と教育の支援法」にも沿い、保留地が小規模なインディアン部族にも莫大な経済収入を可能とする、「現代のバッファロー」とも呼ばれている一大ビジネスモデルである。
1992年、ミシシッピ州のカーク・フォーダイス知事は、「インディアン賭博規制法」の最上等級であるカジノ運営をチョクトー族ミシシッピー・バンドに許可し、「真珠川のリゾート」が開業した。彼らのカジノ運営においては、チョクトー族の代理人を務めた大物総会屋のジャック・アブラモフと、担当役人のマイケル・スキャンロンによる一大横領スキャンダルが話題となった。2002年1月29日にアブラモフがスキャンロンに送った電子メールには、「おれ、チョクトー族の部族会議で猿どもに会わないといけないんだよ」と書かれていた。
≪ミシシッピ州のインディアン・カジノ≫
- 「真珠川のリゾート」（1992年開業）
  - 「踊るウサギのゴルフ・クラブ」を併設。
- 「銀の星のホテル&カジノ」（1994年開業）
- 「金の月のホテル&カジノ」（2002年開業）

## 主要な都市および町

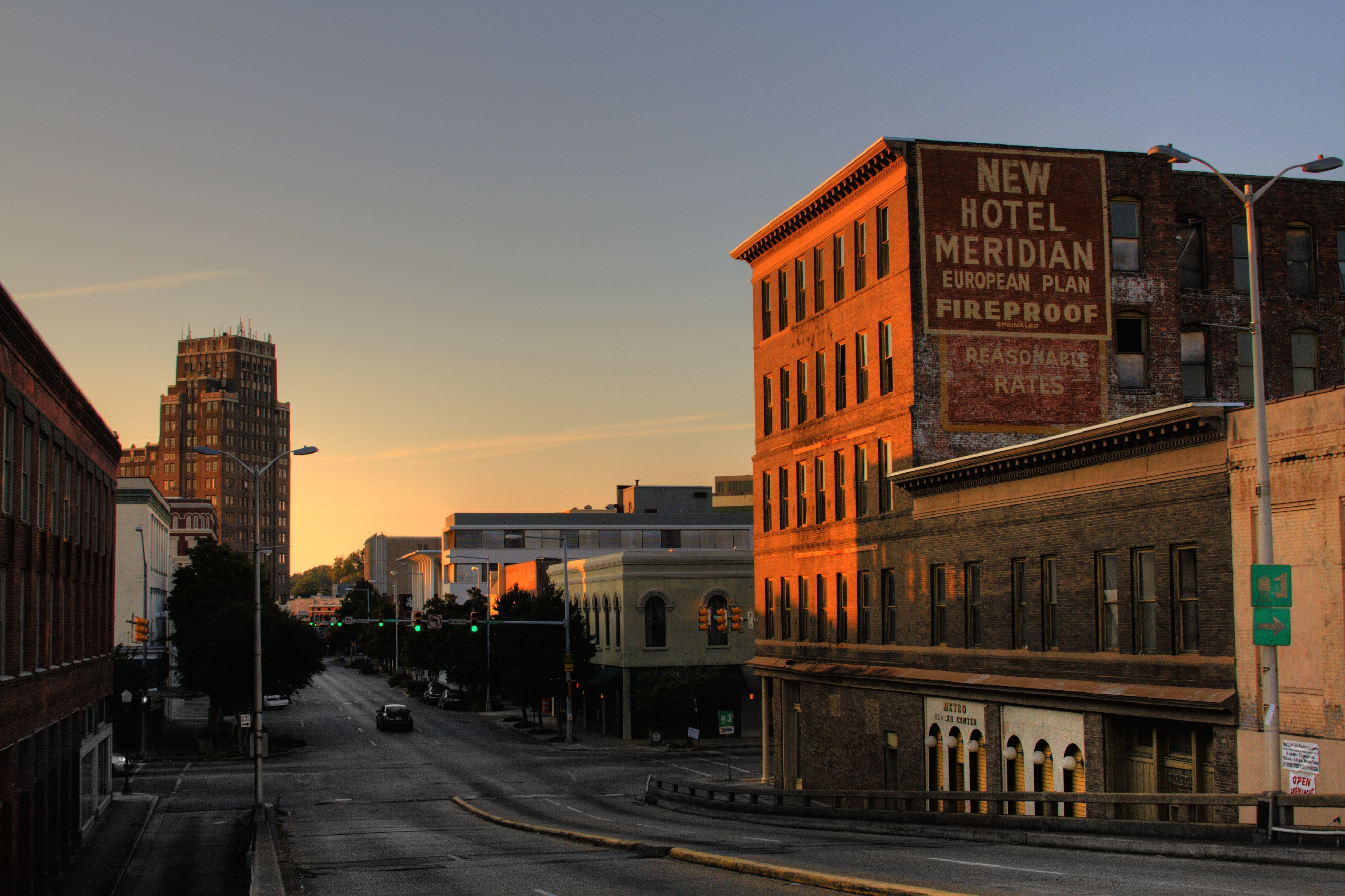
メリディアン

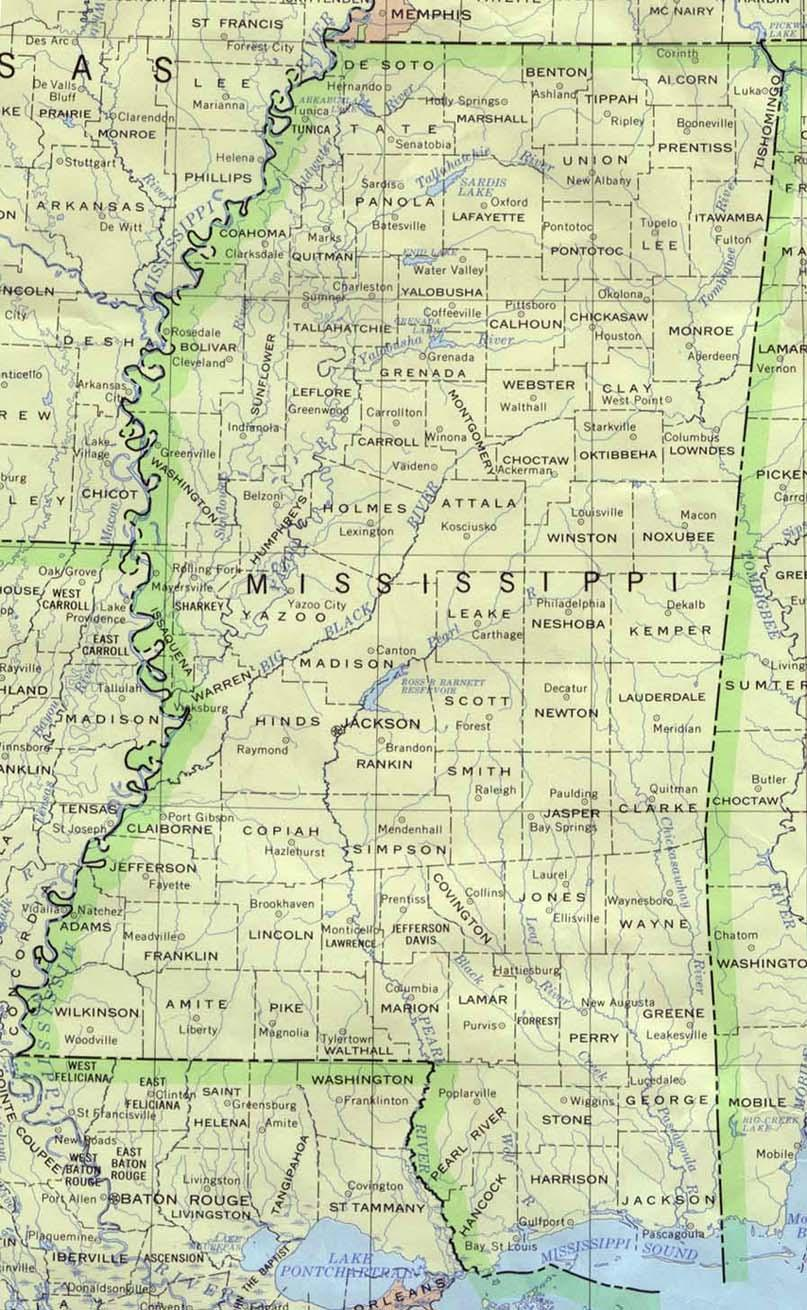
郡と都市および町の配置図

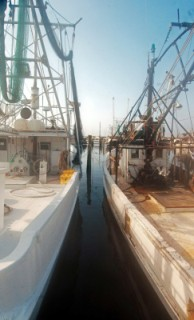
ビロクシの漁船

都市名の後の括弧内数字は2020年国勢調査での人口を示す。
| - ジャクソン (153,701) - ガルフポート (72,926) - サウスヘイブン (54,648) - ビロクシ (49,449) - ハッティズバーグ (48,730) - テューペロ (37,923) - メリディアン (35,052) - グリーンビル (29,670) - クリントン (28,100) - パール (27,115) - オックスフォード (25,416) - ブランドン (25,138) - スタークビル (24,360) - コロンバス (24,084) | - パスカグーラ (22,010) - ビックスバーグ (21,573) - ローレル (17,161) - ヘルナンド (17,138) - クラークスデール (14,903) - ナチェズ (14,520) - グリーンウッド (14,490) - グレナダ (12,700) - マコーム (12,413) - クリーブランド (12,334) - モスポイント (12,147) - ピカユーン (11,885) - カントン (10,948) - ベイセントルイス (9,284) |

(参照: Lists of cities, towns and villages, census-designated places, ミシシッピ州の都市圏の一覧, micropolitan areas, ミシシッピ州の郡一覧)

## 政治と法律
他のすべての州と連邦政府と同じく、ミシシッピ州政府は行政、立法、そして司法の三権分立を基本としている。行政府は現知事フィル・ブライアント（共和党）が首長である。現副知事（Lieutenant governor）テイト・リーブスは知事とは別の投票で選出されている。知事ならびに副知事は4年ごとに選出される。行政府各部門の長も州民の選挙で選ばれている。
関連項目：ミシシッピ州知事の一覧
州の役人を選ぶ選挙は奇数年に行われており、このような州は50州の中で5州しかない。大統領選挙の行われる年の前年に行われており、最近の場合は2011年だった。
ミシシッピ州の選挙に関して特徴があるのは、大統領選挙で1人の候補者に異常に高い支持を与えたことである。1944年のフランクリン・ルーズベルトは94%近い得票率となり、1964年のバリー・ゴールドウォーターは87%を得た。

### 州法
2004年、州民の投票で、同性結婚を禁止し、他州で行われた同性結婚をミシシッピ州が認知することを禁じる州憲法修正を承認した。賛成86%、反対14%という結果であり、これは他の州の結果よりも大きな差だった。連邦裁判所の判断ではアメリカ合衆国憲法修正第14条の下でゲイの結婚を禁じることの有効性に疑問を投げかけた「ペリー対ブラウン事件」判決があり、同性結婚の禁止は覆される可能性がある。
州憲法第265条は「神の存在を否定する者は州の役職に就くことができない」と宣言している。この規定は強制されないが、州内の郡で有権者の民主的状態を考慮する際に事実上維持されている。

## 経済

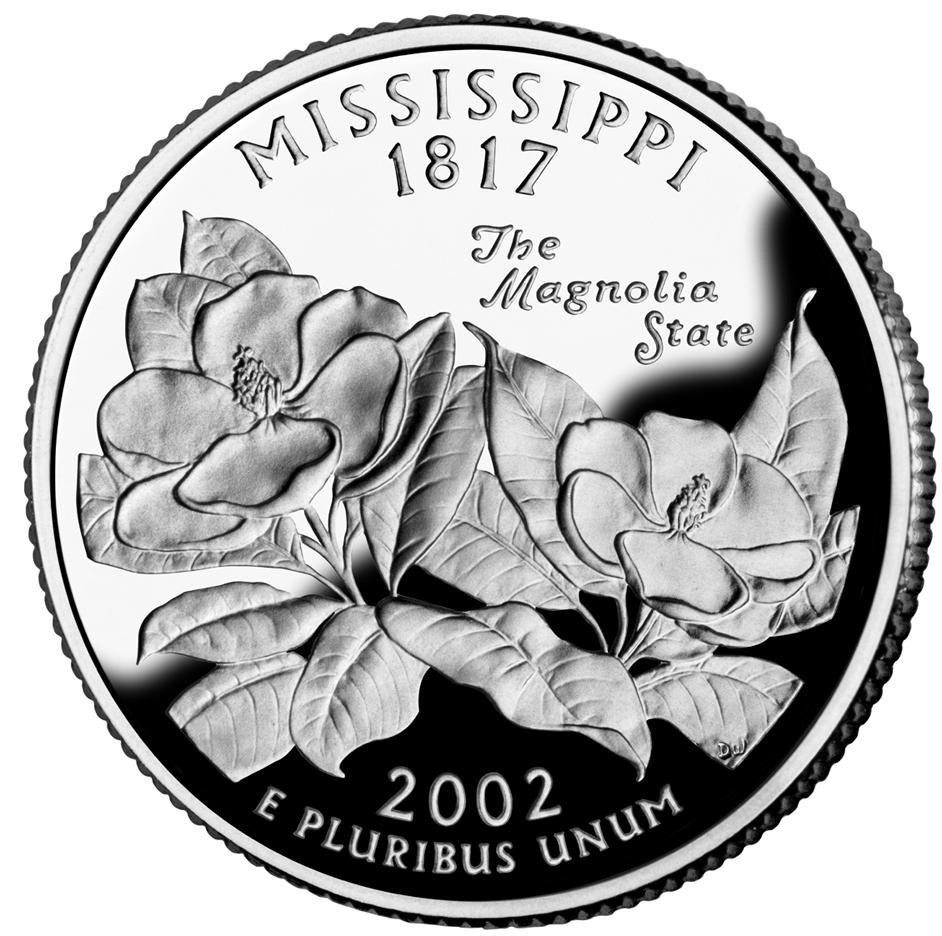
ミシシッピ州の4分の1ドル硬貨

アメリカ合衆国商務省経済分析局は2010年のミシシッピ州の総生産高が980億米ドルと推計した。2006年の一人当たりの収入は合衆国内50州中で最も低い26,908米ドルだったが、生活費も国内最少である。一人当たり慈善事業寄付額では常に国内トップクラスである。
- 日産自動車のカントン工場が2003年5月から生産を開始した。
- トヨタ自動車が2010年生産開始を目指し、ブルースプリングスに工場を建設する。

南北戦争以前は国内で5番目に裕福な州であり、その富は川沿いの綿花プランテーションから生み出されていた。奴隷は資産として計上され、1840年代から綿花市場が高騰したことからその価値を増した。1860年時点で人口の過半数である55%が奴隷だった。ミシシッピ・デルタ低地地域の90%は未開発であり、州全体の人口も少なかった。

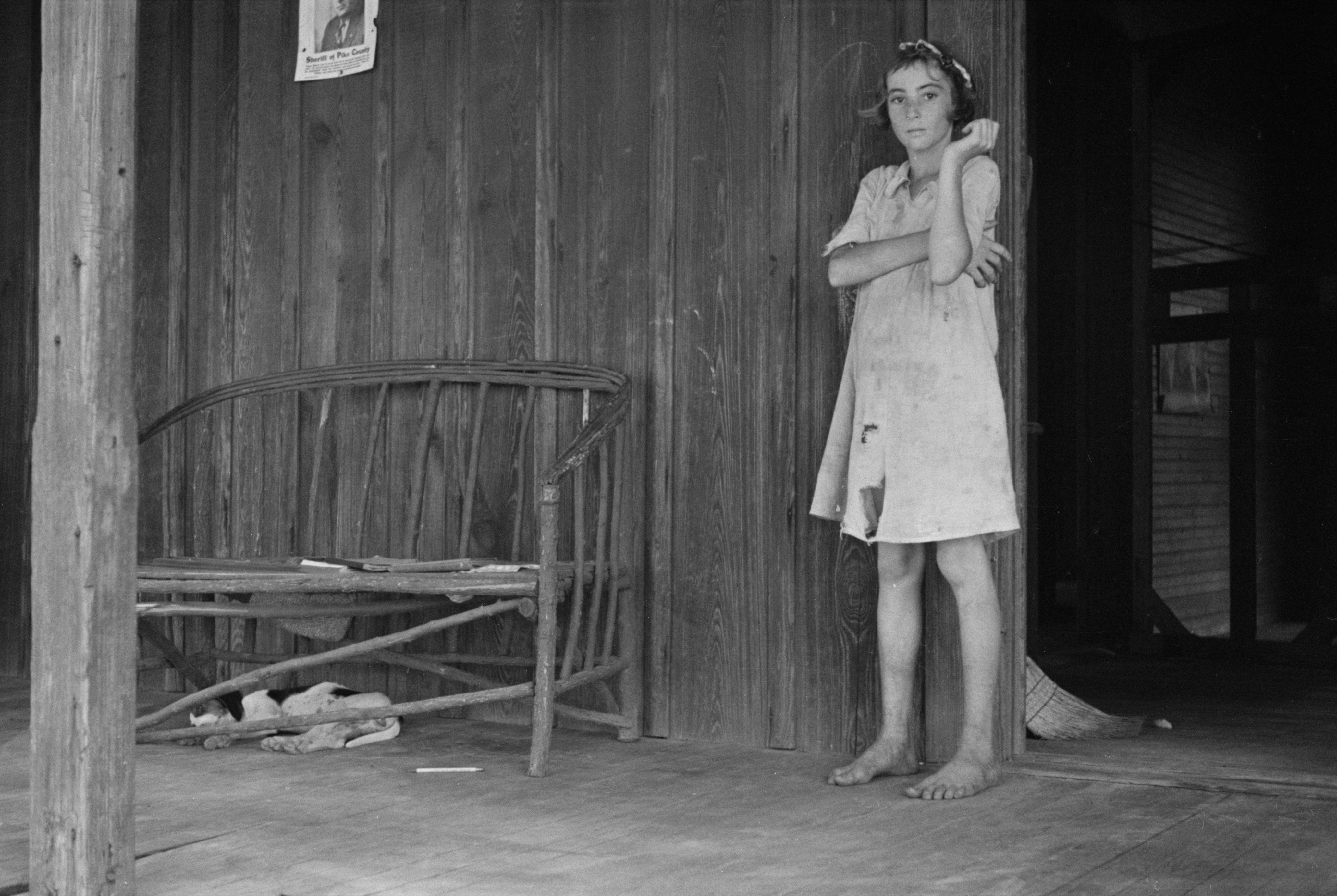
小作人の娘、ローダーデール郡、1935年8月

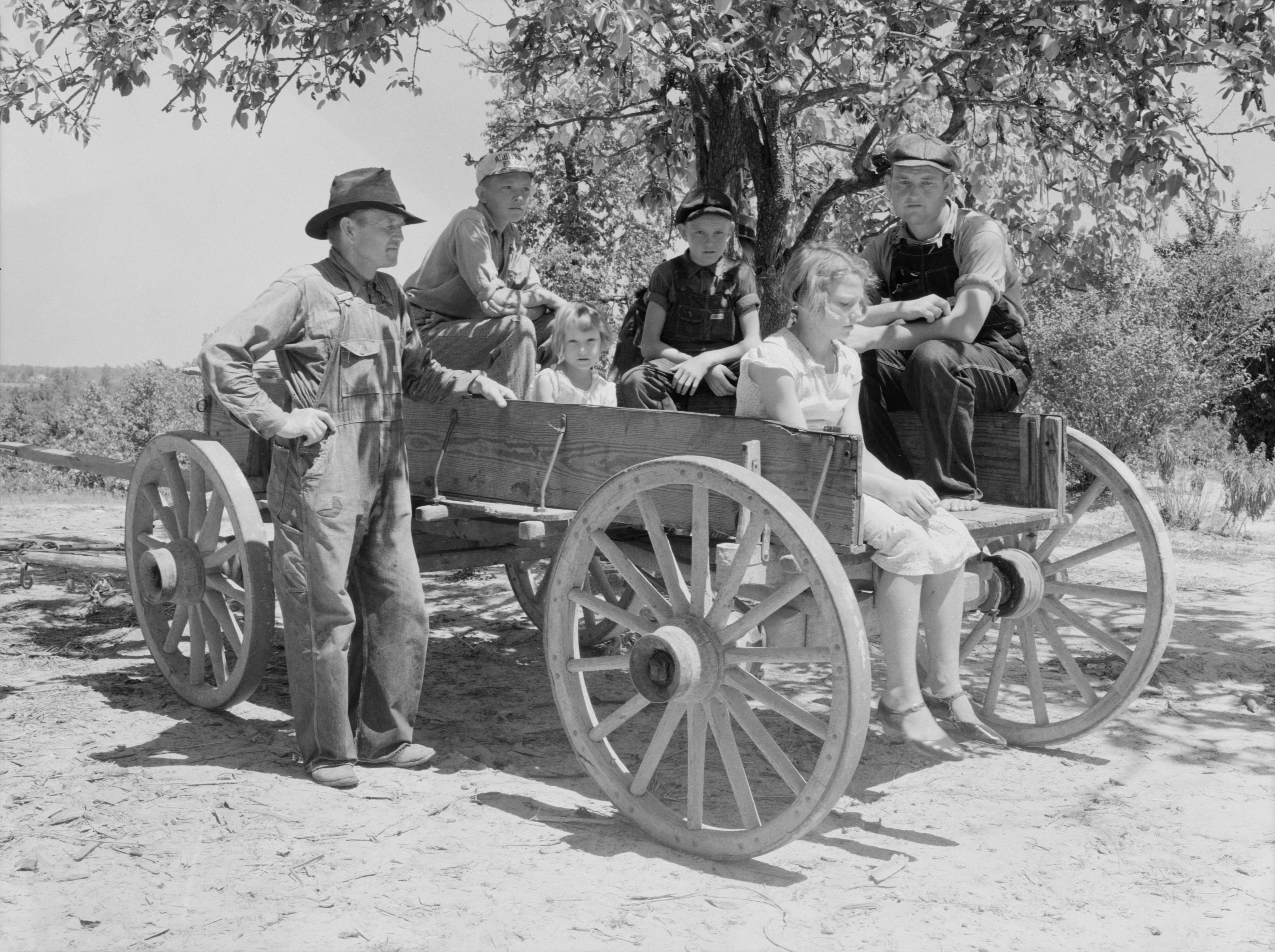
馬車に乗った家族、リー郡、1935年8月

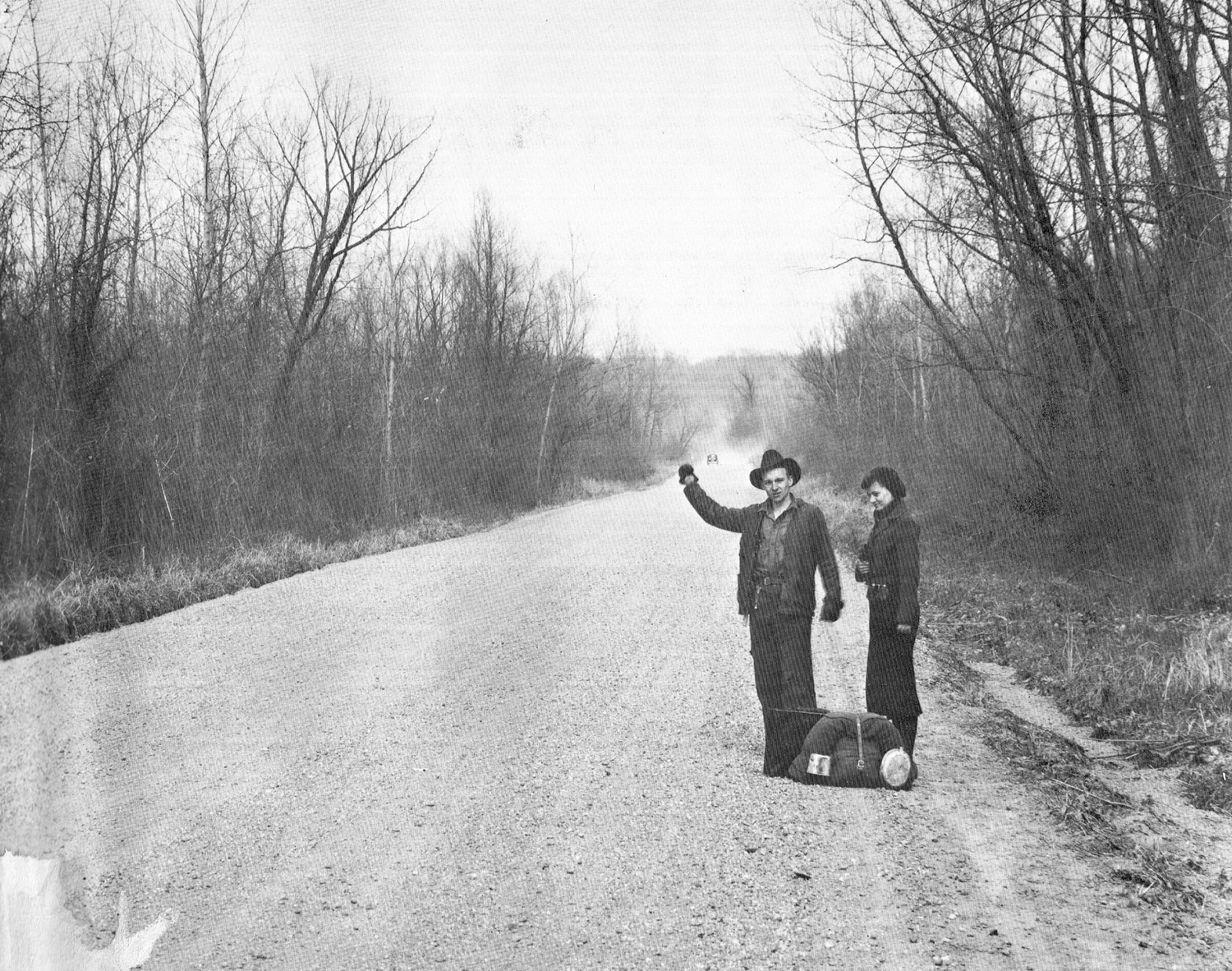
ヴィックスバーグ近くのヒッチハイカー、1936年3月

綿花の生産に集中したプランテーション経済に支配されていたので、公立学校、道路、鉄道などのインフラにその富を投資するスピードは鈍かった。多くの地域で工業化が始まったのは20世紀後半に入ってからだった。南北戦争前の農園主貴族社会が税収体系を低く抑え、私的な改善に留まらせた。アメリカ連合国大統領になったジェファーソン・デイヴィスのような戦前に最も成功した農園主は、ミシシッピ川の岸近くに資産を持っていた。川沿いから離れると大半は未開の荒野だった。
南北戦争中に州民、その大半は白人の3万人が戦傷や病気で死に、それ以上の者が障害者や負傷者になった。南部全体で進んだ労働構造の変化や農業不況によって、その富が大きく減少した。1860年の州内資産価値総額は5億米ドル以上であり、そのうち2億1,800万米ドル (43%) は奴隷の価値だったと推計されている。これが1870年には約1億7,700米ドルまで下がった。
貧乏白人と土地を持たない元奴隷が戦後の経済不況の影響を最も大きく受けた。1868年初期に招集された憲法制定会議が、州の窮状と市民を救済するために必要なことを推薦する委員会を指名した。この委員会は労働者階級がひどく困窮していることが分かった。戦闘で損傷した堤防を修復するために何年もかかった。商品供給体系の混乱が戦後の州を困窮させた。1868年までに綿花の収穫量が増えて、州内に自由労働者の可能性がでてきたが、1870年に生産高565,000樽は、戦前の半分以下の水準だった。
黒人は木材を売り、低地を開発して土地所有者になった。1900年、州内農園所有者の3分の2は黒人であり、彼等とその家族にとっては大きな成果だった。経済の貧困、綿花の低価格、さらに信用を得ることの困難さのために、これら農夫の多くは継続する財政的な難しさをやり繰りできなかった。20年後にはアフリカ系アメリカ人の大半が小作農になっていた。1890年代の綿花の低価格は、アフリカ系アメリカ人が一世代以上にわたって労働した挙げ句に、蓄積された負債の支払のために農園を売り払うしかないという結果を意味していた。
ミシシッピ州が最貧クラスの州であるという現実は、南北戦争前後で綿花農業に依存していたこと、ミシシッピ・デルタ地域の開発が遅れたこと、19世紀後半から20世紀初めにかけて繰り返し洪水という自然災害が起こり、堤防に莫大な資本をつぎ込む必要があったこと、低地の灌漑や排水のために大きな資本を要したこと、低地の町や川沿いの都市を繋ぐ鉄道の開発が遅かったことなどが寄与していた。さらに保守的な白人民主党が再び権力を握ると、1890年憲法を成立させて工業化を遅らせた。これが州の発展を遅らせる遺産になった。
南北戦争後、その州民全てを教育して人的資本を築き上げることを長年拒んできた。さらに農業依存の体制が、20世紀初めのワタミゾウムシ被害、1912年から1913年および1927年の洪水被害、1920年以降の綿花価格崩壊、1930年の干ばつと続いたために、その経費を増大させた。
1882年の洪水の後、州がミシシッピ・ヤズー・デルタ地区堤防理事会を設立し、デルタ上流の堤防について長期計画を始めたのは1884年になってからだった。州が長年掛かって堤防を建設し、補強してきたにも拘わらず、1927年のミシシッピ大洪水では堤防が決壊し、デルタ地帯の27,000平方マイル (70,000 km2) が水没し、数十万人が家を失い、被害総額は数百万ドルに上った。この洪水の直後に世界恐慌が及び、ミシシッピ州は最悪の時代を過ごした。黒人の大移動の時代、数万人のアフリカ系アメリカ人が北部や西部に職を求め、より良い暮らしを求めて移住した。
1990年、州議会がミシシッピ川沿いとメキシコ湾岸でカジノを合法化したことは、州の経済を浮上させた。州内のギャンブル町としては、湾岸のベイセントルイス、ガルフポート、ビロクシや、川沿いのトゥニカ（その規模で国内第3位）、グリーンビル、ヴィックスバーグ、ナチェズがある。2005年8月にハリケーン・カトリーナに襲われる以前、ミシシッピ州は国内でネバダ州に次ぎ第2位のギャンブル州となり、その後にはニュージャージー州が続いた。ハリケーン・カトリーナで大きな被害を出した後は、推計1日50万米ドルの税収が失われた。2007年には全米で第3位になっていた。連邦政府が認定したインディアン部族もその居留地でカジノを設立し、教育支援や経済発展の資金を生み出している。
2005年10月17日、州知事ヘイリー・バーバーがハンコック郡とハリソン郡の陸上（ただし川からは800フィート (240 m) 以内）にカジノを建設することを認める法案に署名した。唯一の例外はハリソン郡であり、アメリカ国道90号線の南側境界に建設できるとしている。
ミシシッピ州は個人所得税を徴収しており、税率は3%から5%、3段階の累進課税方式である。消費税率は7%である。テューペロではさらに2.5%が加算される。従価税の評価のために課税資産は5つの分類に分けられている。
2007年8月30日、アメリカ合衆国国勢調査局報告書は、ミシシッピ州が国内最貧州であることを示していた。デルタ地帯の綿花農夫は大規模な機械化された農園を持っており、その幾つかは連邦政府の補助金を受けているが、その他の住人は、貧乏で、田舎の、土地もない労働者のままである。2002年から2005年、デルタのボリバー郡にいる農夫に与えられた連邦政府補助金12億米ドルのうち、5%が小農に与えられた。田園部開発に宛てられた金はほとんど無かった。小さな町は苦闘を続けている。10万人以上の住民が他所での職を求めてこの地域を離れた。世帯当たり収入の中央値は34,473米ドルとなっていた。
2010年1月時点での失業率は10.9%である。

### 連邦補助金と使途
ミシシッピ州は財政的に保守的であり、メディケイド、福祉、給食券など社会保障費はカットされることが多く、受給資格の締め付けがあり、厳密な雇用条件が課されており、他州と比べて税収に対する消費率は2番目に高い。2005年、連邦補助金という形で税金1ドルに対し2.02米ドルを受け取ったことになった。この率は全米で2番目に高く、1995年では1.54米ドルで第3位だったことと比べても上昇している。ただしこの数字は、この年がハリケーン・カトリーナに襲われた年であり、アメリカ合衆国連邦緊急事態管理庁から多額の援助が入ったので、ある程度割り引く必要がある。
連邦補助金の使途は、キャンプ・シェルビー、ジョン・C・ステニス宇宙センター、メリディアン海軍航空基地、コロンビア空軍基地、キースラー空軍基地など大型連邦施設に使われるものである。これら施設はハリケーン・カトリーナに襲われた地域にある。

## 交通

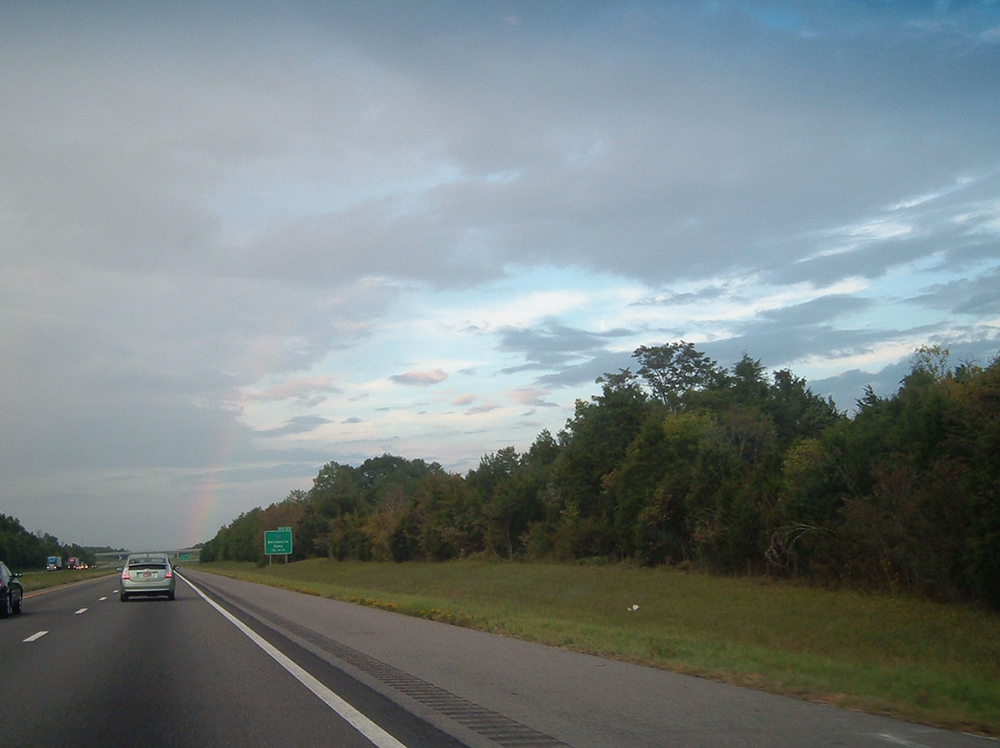
州間高速道路59号線

### 空港
州内にはジャクソン・エヴァース国際空港とガルフポート・ビロクシ国際空港の2つの国際空港がある。

### 道路
2011年3月、全米ゴミ処理スコアカードで、ルイジアナ州とケンタッキー州に次いで悪い方から3番目にランクされた。州全体で道路など公共の場所の清浄さやゴミ処理の効率が評価されたものである。
州内には9本の州間高速道路が通っている。
| - 州間高速道路10号線 - 州間高速道路20号線 - 州間高速道路22号線 - 州間高速道路55号線 - 州間高速道路59号線 | - 州間高速道路69号線 - 州間高速道路110号線 - 州間高速道路220号線 - 州間高速道路269号線 |

またアメリカ国道も14本が通っている
| - アメリカ国道11号線 - アメリカ国道45号線 - アメリカ国道49号線 - アメリカ国道51号線 - アメリカ国道61号線 - アメリカ国道72号線 - アメリカ国道78号線 | - アメリカ国道80号線 - アメリカ国道82号線 - アメリカ国道84号線 - アメリカ国道90号線 - アメリカ国道98号線 - アメリカ国道278号線 - アメリカ国道425号線 |

このほかにミシシッピ州道の体系があるMississippi Department of Transportation。

### 鉄道

#### 旅客輸送
アムトラックが旅客定期便を運行しており、列車クレセントとシティ・オブ・ニューオーリンズが毎日走っている。

#### 貨物輸送
アメリカ合衆国内の一級鉄道のうち2社を除いて全てが州内で貨物便を運行している。
- カナディアン・ナショナル鉄道傘下のイリノイ・セントラル鉄道、南北方向路線を運行している
- BNSF鉄道、州北部で東西方向路線を運行している
- カンザス・シティ・サザン鉄道、州中央部で東西方向、アラバマ州との州境近くで南北方向路線を運行している
- ノーフォーク・サザン鉄道、州最北部と南東部で運行
- CSXトランスポーテーション、メキシコ湾岸沿いに路線がある

### 水運

#### 主要河川
- ミシシッピ川
- ビッグブラック川
- パスカグーラ川
- パール川
- テネシー・トンビッグビー水路
- ヤズー川

#### 主要な水域
- アーカビュトラ湖 – 広さ19,550エーカー (78 km2)、アメリカ陸軍工兵司令部ヴィックスバーグ管理区が建設・管理
- ベイスプリングス湖 – 広さ6,700 (27 km2)、および長さ133マイルの湖岸線 (213 km)、アメリカ陸軍工兵司令部が建設・管理
- グレナダ湖 – 広さ35,000 (140 km2)、1954年より運用、アメリカ陸軍工兵司令部ヴィックスバーグ管理区が建設・管理
- ロス・バーネット貯水池 – 第52代州知事ロス・バーネットに因む命名、広さ33,000 (132 km2)、1966年より運用、州の機関であるパール川流域水供給地区が建設・管理、ジャクソン市に水を供給
- サーディス湖 – 広さ98,520 (394 km2)、1940年10月より運用、アメリカ陸軍工兵司令部ヴィックスバーグ管理区が建設・管理

## 教育
南北戦争の時まで、ミシシッピ州にはアフリカ系アメリカ人のための少数の学校があり、教育制度は無かった。最初に学校が作られたのは1862年のことだった。
レコンストラクション時代の1871年、黒人と白人の共和党員が州内で初の公共教育体系を設立した。州は農業に依存し、課税に対する抵抗があったので、教育に対する資金は限られていた。20世紀初めになっても、田園地帯にはほとんど学校が無かった。ジュリアス・ローゼンウォルド財団からの資金が得られ、州全体の田園部黒人社会の多くからマッチングファンドを集め、その子供達のための学校を建設する公共予算ができた。基本的に黒人成人は税を二重に納めており、その社会の子供達を教育するために大きな犠牲を強いられた。
1960年代まで州内の黒人と白人は別悦の公立学校に通っていた。1954年の「ブラウン対教育委員会裁判」判決で、人種を分離した公立学校は違憲であると裁定され、人種統合が始められた。
1980年代後半、州内には954の公立初等中等教育学校があり、小学校の児童約369,500人、中等教育の生徒約132,500人が毎年通学していた。私立学校に通う生徒は45,700人ほどがいた。2008年、アメリカ立法交換委員会の教育に関する報告書では、ACTのスコアが国内最下位、生徒1人当たりの予算でも国内の低い方から第6位となり、総合評価で国内最悪と評価された。対照的にSATのスコアでは国内第17位だった。上記報告書では州内高校卒業生の92%がACTを受けており、SATを受けたのは3%に留まっていた。国内の平均はACTが43%、SATが45%である。
2007年の全国教育進展度評価では、数学と科学でミシシッピ州が最下位だった。
全米人的資源開発指数でも50州の中で下から3番目である。
州都ジャクソン市では、州内の視覚聴覚障害生徒のための寄宿学校を運営している。1854年に州議会が設立した。
ミシシッピ州数学科学学校は、学術的に優れた生徒のための公立寄宿高校であり、コロンバス市にあるミシシッピ女子大キャンパスにある。1987年に州議会の予算充当によって設立され、国内でもこの種の学校として4番目になった。この学校では高校の最後の2学年の生徒を入学させている。州内の10年生の生徒が興味を持ち、選抜で入学している。
ミシシッピ州芸術学校は、文学、美術、芸能に関する高度教育機関であり、ジャクソン市からは南に約60マイル (100 km)、ブルックヘイブン市の歴史あるウィットワース・カレッジのキャンパスにある。11年生と12年生を教えている。その場所は州の記念物に指定された建物が6棟あり、キャンパスはアメリカ合衆国国家歴史登録財に指定されている。歴史的地区としてキャンパス設備の改修と建設が進められており、補正予算に頼っている。学科としては美術、声楽、演劇、ダンス、文学の先進的プログラムがある。芸術以外の数学や科学などは6ブロック離れたブルックヘイブン高校で教育されている。2年目には他の学校への転進もできる。

### 単科および総合大学
| - en:Alcorn State University - en:Belhaven College - en:Blue Mountain College - Copiah-Lincoln Community College - デルタ州立大学 - East Central Community College - Hinds Community College - Holmes Community College - ジャクソン州立大学 - en:Magnolia Bible College - en:Millsaps College - en:Mississippi College | - Mississippi Gulf Coast Community College - ミシシッピ州立大学 - en:Mississippi University for Women - en:Mississippi Valley State University - en:Reformed Theological Seminary - Rust College - en:Tougaloo College - ミシシッピ大学 - en:University of Mississippi Medical Center - en:University of Southern Mississippi - en:William Carey College |

## 芸術・文化
ミシシッピ州はブルースを始めとした、豊かな音楽文化で知られている。

### 音楽
デルタ地域の音楽家は、昔からブルースの発展に重要な役割を果たしてきた。彼らの歌はレコンストラクション時代の苦難から生まれ、デルタ・ブルース、カントリー・ブルースなどと呼ばれた。ミシシッピ生まれの代表的なブルースマンにはロバート・ジョンソンがいる。ほかにもチャーリー・パットン、サン・ハウス、ジョン・リー・フッカー、エルモア・ジェイムズ、マディ・ウォーターズらが同州出身である。南北戦争後は19世紀末までに、農園所有者の3分の2は黒人となり、綿花の価格が下がり、全国的な財政的負担のためにその多くが土地を失った。害虫被害で問題が深刻化し、数多い農夫が職を失った。ミシシッピ州の一部の音楽家はシカゴなどに移住し、他のジャンルにも影響を与えた。
メリディアン生まれのジミー・ロジャーズは白人ギタリスト、歌手、作詞家であり、「カントリー・ミュージックの父」と呼ばる場合もあり、カントリー音楽の発展に大きく寄与した。ロジャーズとチェスター・アーサー・バーネットは互いに友人であり、互いの音楽を評価していた。ロジャーズがバーネットに「ハウリン・ウルフ」というニックネームを付けたとされている。彼等の友情と敬意はミシシッピ州音楽の伝統で重要な例である。ミシシッピ州は国内でも「人種差別が激しい」という評判があったが、「一部の音楽家」は統合された音楽社会を作り上げた。アフリカの様々な伝統音楽と、スコットランド・アイルランド系を起源とする白人南部人の伝統音楽を組み合わせることで、新しい形態を創った。ミシシッピ州はミシシッピ・ブルース・トレイルを創っており、クラークスデールのリバーサイド・ホテル（ベッシー・スミスが国道61号線の自動車事故の後に死んだ）などブルースの歴史にとって重要な場所に標識を建てている。リバーサイド・ホテルはクラークスデールにある数多い歴史的な場所の1つである。同市にあるデルタ・ブルース博物館は世界中から観衆を集めている。
テューペロ生まれのエルヴィス・プレスリーは、1950年代にセンセーションを巻き起こし、ロックンロール・ブームを巻き起こした。レコード・レーベルでは、ジャクソンのマラコ・レコードが有名である。他に、オーティス・クレイ、ジェームズ・カー、メル&ティム、ドロシー・ムーア、デニス・ラサール、タミー・ワイネット、チャーリー・プライドらもミシシッピ州出身である。オペラの有名歌手、レオンタイン・プライスからオルタナティヴ・ロックのバンド、3ドアーズ・ダウン、またポップ・カントリーの歌手ジミー・バフェットからラッパーのデヴィッド・バナーまで、多くの音楽ジャンルで、ミシシッピ州のアーティストが大きな貢献を果たしてきた。

### その他の芸術
ウィリアム・フォークナーはラファイエット郡をモデルとした架空の郡であるヨクナパトーファ郡を複数作品の舞台としている。
ジャクソン市では4年に1回、USA国際バレー・コンペを開催しており、世界中から才能あるダンサーを集めている。
マグノリア独立系映画祭は毎年スタークビルで開催されており、州内では最初かつ最古の祭である。
「マッド・ポッター・オブ・ビロクシ」とも呼ばれるジョージ・オーアは陶芸分野の抽象表現の父であり、ビロクシで生活し働いた。
ミシシッピ州は宗教的な伝統が強く、全国に知られたアウトサイダー・アーティストによる衝撃的な作品に影響してきた。
「ザ・ニュー・サザン・ビュー・エンジン」は2001年夏に発行され、州最初のオンライン・マガジンとなっている。

## その他

### ミシシッピ州出身の有名人
| - ダナ・アンドリュース - 俳優 - テネシー・ウィリアムズ - 劇作家 - ミラン・ウイリアムズ - ミュージシャン - マディ・ウォーターズ - ミュージシャン - ハワード・ウォルドロップ - SF作家 - ジェームズ・カー - ソウル歌手 - B.B.キング - ミュージシャン - サム・クック - ソウル歌手 - オーティス・クレイ - ソウル歌手 - エルモア・ジェームス - ブルース・ミュージシャン - ルーク・ショート - ガンマン - ジェームズ・アール・ジョーンズ - 俳優 - ロバート・ジョンソン - ブルース・ミュージシャン - ウィリアム・グラント・スティル - 作曲家 - ジョン・C・ステニス - 政治家 - ブリトニー・スピアーズ - 歌手（ミシシッピ州で生まれ、ルイジアナ州で育っている。） - アイク・ターナー - ミュージシャン - エリック・ダンピアー - バスケットボール選手 - ヴァン・ダイク・パークス - ポップ・ミュージシャン - ミシシッピ・ジョン・ハート - ブルース音楽家 - ジェリー・バトラー - ソウル歌手 - チャーリー・パットン - ブルース音楽家 - フェイス・ヒル - 歌手 - ブレット・ファーヴ - アメリカンフットボール選手 - ウィリアム・フォークナー - 作家 - ジョン・リー・フッカー - ブルース音楽家 | - ブランディ - 歌手 - ドン・ブレイザー - 野球選手 - エルヴィス・プレスリー - ロック・ミュージシャン - ウォルター・ペイトン - アメリカンフットボール選手 - ビル・ホール - 野球選手 - スティーブ・マクネア - アメリカンフットボール選手 - ジョン・S・マッケーン - 軍人 - アーチー・マニング - アメリカンフットボール選手 - ドロシー・ムーア - ソウル歌手 - アーチー・ムーア - ボクシング世界王者 - レスター・ヤング - ミュージシャン - ジェリー・ライス - アメリカンフットボール選手 - リチャード・ライト - 作家 - リアン・ライムス - 歌手 - マクムード・アブドゥル＝ラウーフ - バスケットボール選手 - 川﨑理加 - アナウンサー |

### 州の象徴など
- 州の鳥 - mockingbird
- 州の木 - マグノリア
- 州のモットー - By valor and arms
- 州の飲み物 - 牛乳
- 州の虫 - ミツバチ
- 州の貝 - カキ